# Llista d'asteroides (336001-337000)
Llista d'asteroides del 336.001 al 337.000, amb data de descoberta i descobridor. És un fragment de la llista d'asteroides completa. Als asteroides se'ls dona un número quan es confirma la seva òrbita, per tant apareixen llistats aproximadament segons la data de descobriment.

## 336001-336100
| Nom    | Designació provisional | Data de descobriment   | Lloc de descobriment | Descobridor/s          |
| ------ | ---------------------- | ---------------------- | -------------------- | ---------------------- |
| 336001 | 2007 TL366             | 9 d'octubre de 2007    | Kitt Peak            | Spacewatch             |
| 336002 | 2007 TZ368             | 11 d'octubre de 2007   | Catalina             | CSS                    |
| 336003 | 2007 TV374             | 15 d'octubre de 2007   | Mount Lemmon         | Mt. Lemmon Survey      |
| 336004 | 2007 TZ376             | 11 d'octubre de 2007   | Catalina             | CSS                    |
| 336005 | 2007 TM379             | 13 d'octubre de 2007   | Catalina             | CSS                    |
| 336006 | 2007 TU385             | 15 d'octubre de 2007   | Catalina             | CSS                    |
| 336007 | 2007 TD386             | 15 d'octubre de 2007   | Catalina             | CSS                    |
| 336008 | 2007 TF393             | 13 d'octubre de 2007   | Kitt Peak            | Spacewatch             |
| 336009 | 2007 TL397             | 15 d'octubre de 2007   | Catalina             | CSS                    |
| 336010 | 2007 TG404             | 15 d'octubre de 2007   | Kitt Peak            | Spacewatch             |
| 336011 | 2007 TN407             | 15 d'octubre de 2007   | Mount Lemmon         | Mt. Lemmon Survey      |
| 336012 | 2007 TP421             | 12 d'octubre de 2007   | Catalina             | CSS                    |
| 336013 | 2007 TR424             | 8 d'octubre de 2007    | Catalina             | CSS                    |
| 336014 | 2007 TX440             | 8 d'octubre de 2007    | Catalina             | CSS                    |
| 336015 | 2007 TW442             | 10 d'octubre de 2007   | Catalina             | CSS                    |
| 336016 | 2007 TQ445             | 6 d'octubre de 2007    | Kitt Peak            | Spacewatch             |
| 336017 | 2007 TJ446             | 9 d'octubre de 2007    | Socorro              | LINEAR                 |
| 336018 | 2007 UZ5               | 11 d'octubre de 2007   | Kitt Peak            | Spacewatch             |
| 336019 | 2007 UH8               | 16 d'octubre de 2007   | Catalina             | CSS                    |
| 336020 | 2007 UQ17              | 30 de gener de 2004    | Kitt Peak            | Spacewatch             |
| 336021 | 2007 UW30              | 19 d'octubre de 2007   | Catalina             | CSS                    |
| 336022 | 2007 UC31              | 19 d'octubre de 2007   | Catalina             | CSS                    |
| 336023 | 2007 UU35              | 19 d'octubre de 2007   | Catalina             | CSS                    |
| 336024 | 2007 UU46              | 20 d'octubre de 2007   | Catalina             | CSS                    |
| 336025 | 2007 UX54              | 30 d'octubre de 2007   | Kitt Peak            | Spacewatch             |
| 336026 | 2007 UX65              | 31 d'octubre de 2007   | Catalina             | CSS                    |
| 336027 | 2007 UT116             | 8 d'octubre de 2007    | Anderson Mesa        | LONEOS                 |
| 336028 | 2007 UR118             | 31 d'octubre de 2007   | Catalina             | CSS                    |
| 336029 | 2007 UB140             | 16 d'octubre de 2007   | Catalina             | CSS                    |
| 336030 | 2007 VH7               | 1 de novembre de 2007  | Lulin                | LUSS                   |
| 336031 | 2007 VU10              | 6 de novembre de 2007  | Mayhill              | A. Lowe                |
| 336032 | 2007 VY15              | 1 de novembre de 2007  | Kitt Peak            | Spacewatch             |
| 336033 | 2007 VQ117             | 4 de novembre de 2007  | Kitt Peak            | Spacewatch             |
| 336034 | 2007 VN122             | 5 de novembre de 2007  | Kitt Peak            | Spacewatch             |
| 336035 | 2007 VA135             | 3 de novembre de 2007  | Kitt Peak            | Spacewatch             |
| 336036 | 2007 VG150             | 7 de novembre de 2007  | Mount Lemmon         | Mt. Lemmon Survey      |
| 336037 | 2007 VM234             | 9 de novembre de 2007  | Kitt Peak            | Spacewatch             |
| 336038 | 2007 VZ261             | 18 d'octubre de 2007   | Kitt Peak            | Spacewatch             |
| 336039 | 2007 VN287             | 12 de novembre de 2007 | Catalina             | CSS                    |
| 336040 | 2007 VS298             | 11 de novembre de 2007 | Catalina             | CSS                    |
| 336041 | 2007 VW299             | 12 de novembre de 2007 | Catalina             | CSS                    |
| 336042 | 2007 VC321             | 7 de novembre de 2007  | Catalina             | CSS                    |
| 336043 | 2007 WZ                | 16 de novembre de 2007 | Dauban               | Chante-Perdrix         |
| 336044 | 2007 WB3               | 16 de novembre de 2007 | Mount Lemmon         | Mt. Lemmon Survey      |
| 336045 | 2007 YN60              | 30 de desembre de 2007 | Catalina             | CSS                    |
| 336046 | 2008 AS54              | 11 de gener de 2008    | Kitt Peak            | Spacewatch             |
| 336047 | 2008 AO136             | 13 de gener de 2008    | Catalina             | CSS                    |
| 336048 | 2008 CK4               | 2 de febrer de 2008    | Mount Lemmon         | Mt. Lemmon Survey      |
| 336049 | 2008 CW36              | 2 de febrer de 2008    | Kitt Peak            | Spacewatch             |
| 336050 | 2008 CZ61              | 30 de gener de 2008    | Mount Lemmon         | Mt. Lemmon Survey      |
| 336051 | 2008 CH143             | 8 de febrer de 2008    | Kitt Peak            | Spacewatch             |
| 336052 | 2008 CC145             | 9 de febrer de 2008    | Kitt Peak            | Spacewatch             |
| 336053 | 2008 CU199             | 13 de febrer de 2008   | Mount Lemmon         | Mt. Lemmon Survey      |
| 336054 | 2008 CX211             | 3 d'octubre de 2006    | Mount Lemmon         | Mt. Lemmon Survey      |
| 336055 | 2008 DV8               | 25 de febrer de 2008   | Mount Lemmon         | Mt. Lemmon Survey      |
| 336056 | 2008 DE67              | 29 de febrer de 2008   | Kitt Peak            | Spacewatch             |
| 336057 | 2008 EN19              | 2 de març de 2008      | Kitt Peak            | Spacewatch             |
| 336058 | 2008 EU36              | 3 de març de 2008      | XuYi                 | PMO NEO Survey Program |
| 336059 | 2008 EF95              | 5 de març de 2008      | Mount Lemmon         | Mt. Lemmon Survey      |
| 336060 | 2008 EE109             | 7 de març de 2008      | Catalina             | CSS                    |
| 336061 | 2008 EN113             | 8 de març de 2008      | Mount Lemmon         | Mt. Lemmon Survey      |
| 336062 | 2008 EL117             | 8 de març de 2008      | Kitt Peak            | Spacewatch             |
| 336063 | 2008 EB122             | 9 de març de 2008      | Kitt Peak            | Spacewatch             |
| 336064 | 2008 EF137             | 11 de març de 2008     | Kitt Peak            | Spacewatch             |
| 336065 | 2008 EX147             | 1 de març de 2008      | Kitt Peak            | Spacewatch             |
| 336066 | 2008 FR7               | 25 de març de 2008     | Kitt Peak            | Spacewatch             |
| 336067 | 2008 FZ15              | 26 de març de 2008     | Kitt Peak            | Spacewatch             |
| 336068 | 2008 FB27              | 27 de març de 2008     | Kitt Peak            | Spacewatch             |
| 336069 | 2008 FQ45              | 28 de març de 2008     | Mount Lemmon         | Mt. Lemmon Survey      |
| 336070 | 2008 FV58              | 29 de març de 2008     | Kitt Peak            | Spacewatch             |
| 336071 | 2008 FR67              | 28 de març de 2008     | Mount Lemmon         | Mt. Lemmon Survey      |
| 336072 | 2008 FG69              | 28 de març de 2008     | Mount Lemmon         | Mt. Lemmon Survey      |
| 336073 | 2008 FG70              | 28 de març de 2008     | Kitt Peak            | Spacewatch             |
| 336074 | 2008 FU73              | 26 de setembre de 2001 | Eskridge             | G. Hug                 |
| 336075 | 2008 FU91              | 29 de març de 2008     | Mount Lemmon         | Mt. Lemmon Survey      |
| 336076 | 2008 FY100             | 30 de març de 2008     | Kitt Peak            | Spacewatch             |
| 336077 | 2008 FK105             | 31 de març de 2008     | Kitt Peak            | Spacewatch             |
| 336078 | 2008 FU111             | 31 de març de 2008     | Kitt Peak            | Spacewatch             |
| 336079 | 2008 GA1               | 2 d'abril de 2008      | La Sagra             | La Sagra               |
| 336080 | 2008 GO10              | 1 d'abril de 2008      | Kitt Peak            | Spacewatch             |
| 336081 | 2008 GR13              | 3 d'abril de 2008      | Mount Lemmon         | Mt. Lemmon Survey      |
| 336082 | 2008 GK31              | 3 d'abril de 2008      | Kitt Peak            | Spacewatch             |
| 336083 | 2008 GA33              | 3 d'abril de 2008      | Kitt Peak            | Spacewatch             |
| 336084 | 2008 GS62              | 5 d'abril de 2008      | Catalina             | CSS                    |
| 336085 | 2008 GF63              | 5 d'abril de 2008      | Kitt Peak            | Spacewatch             |
| 336086 | 2008 GF74              | 7 d'abril de 2008      | Kitt Peak            | Spacewatch             |
| 336087 | 2008 GW90              | 6 d'abril de 2008      | Mount Lemmon         | Mt. Lemmon Survey      |
| 336088 | 2008 GB99              | 9 d'abril de 2008      | Kitt Peak            | Spacewatch             |
| 336089 | 2008 GO107             | 12 d'abril de 2008     | Catalina             | CSS                    |
| 336090 | 2008 GL109             | 13 d'abril de 2008     | Mount Lemmon         | Mt. Lemmon Survey      |
| 336091 | 2008 GR119             | 11 d'abril de 2008     | Kitt Peak            | Spacewatch             |
| 336092 | 2008 GU121             | 13 d'abril de 2008     | Kitt Peak            | Spacewatch             |
| 336093 | 2008 GK144             | 3 d'abril de 2008      | Kitt Peak            | Spacewatch             |
| 336094 | 2008 HN3               | 24 d'abril de 2008     | Andrushivka          | Andrushivka            |
| 336095 | 2008 HA4               | 26 d'abril de 2008     | Dauban               | F. Kugel               |
| 336096 | 2008 HQ5               | 24 d'abril de 2008     | Kitt Peak            | Spacewatch             |
| 336097 | 2008 HQ15              | 25 d'abril de 2008     | Kitt Peak            | Spacewatch             |
| 336098 | 2008 HB34              | 27 d'abril de 2008     | Kitt Peak            | Spacewatch             |
| 336099 | 2008 HE34              | 27 d'abril de 2008     | Kitt Peak            | Spacewatch             |
| 336100 | 2008 HL44              | 27 d'abril de 2008     | Mount Lemmon         | Mt. Lemmon Survey      |

## 336101-336200
| Nom           | Designació provisional | Data de descobriment   | Lloc de descobriment | Descobridor/s          |
| ------------- | ---------------------- | ---------------------- | -------------------- | ---------------------- |
| 336101        | 2008 HL55              | 29 d'abril de 2008     | Kitt Peak            | Spacewatch             |
| 336102        | 2008 HB59              | 30 d'abril de 2008     | Mount Lemmon         | Mt. Lemmon Survey      |
| 336103        | 2008 HU61              | 30 d'abril de 2008     | Mount Lemmon         | Mt. Lemmon Survey      |
| 336104        | 2008 HF66              | 24 d'abril de 2008     | Mount Lemmon         | Mt. Lemmon Survey      |
| 336105        | 2008 HN67              | 29 d'abril de 2008     | Kitt Peak            | Spacewatch             |
| 336106        | 2008 HE70              | 26 d'abril de 2008     | Kitt Peak            | Spacewatch             |
| 336107        | 2008 JD7               | 2 de maig de 2008      | Kitt Peak            | Spacewatch             |
| 336108        | 2008 JD8               | 2 de maig de 2008      | Vicques              | M. Ory                 |
| 336109        | 2008 JN8               | 2 de maig de 2008      | Moletai              | Moletai                |
| 336110        | 2008 JY20              | 9 de maig de 2008      | Grove Creek          | F. Tozzi               |
| 336111        | 2008 JK34              | 15 de maig de 2008     | Kitt Peak            | Spacewatch             |
| 336112        | 2008 JL35              | 9 de maig de 2008      | Siding Spring        | Siding Spring Survey   |
| 336113        | 2008 JC38              | 3 de maig de 2008      | Mount Lemmon         | Mt. Lemmon Survey      |
| 336114        | 2008 KO1               | 26 de maig de 2008     | Kitt Peak            | Spacewatch             |
| 336115        | 2008 KZ3               | 27 de maig de 2008     | Mount Lemmon         | Mt. Lemmon Survey      |
| 336116        | 2008 KB9               | 28 d'abril de 2001     | Kitt Peak            | Spacewatch             |
| 336117        | 2008 LK15              | 9 de juny de 2008      | Kitt Peak            | Spacewatch             |
| 336118        | 2008 LT17              | 29 de març de 2008     | Kitt Peak            | Spacewatch             |
| 336119        | 2008 NY1               | 7 de juliol de 2008    | La Sagra             | La Sagra               |
| 336120        | 2008 NY4               | 14 de juliol de 2008   | Charleston           | Charleston             |
| 336121        | 2008 OS3               | 25 de juliol de 2008   | Siding Spring        | Siding Spring Survey   |
| 336122        | 2008 OA8               | 29 de juliol de 2008   | La Sagra             | La Sagra               |
| 336123        | 2008 OK10              | 31 de juliol de 2008   | Dauban               | F. Kugel               |
| 336124        | 2008 OQ18              | 29 de juliol de 2008   | La Sagra             | La Sagra               |
| 336125        | 2008 OL19              | 26 de juliol de 2008   | Siding Spring        | Siding Spring Survey   |
| 336126        | 2008 OB24              | 29 de juliol de 2008   | Kitt Peak            | Spacewatch             |
| 336127        | 2008 OE25              | 29 de juliol de 2008   | Mount Lemmon         | Mt. Lemmon Survey      |
| 336128        | 2008 PU4               | 5 d'agost de 2008      | Hibiscus             | S. F. Hoenig, N. Teamo |
| 336129        | 2008 PD8               | 5 d'agost de 2008      | La Sagra             | La Sagra               |
| 336130        | 2008 PL8               | 6 d'agost de 2008      | La Sagra             | La Sagra               |
| 336131        | 2008 PH11              | 7 d'agost de 2008      | Reedy Creek          | J. Broughton           |
| 336132        | 2008 PC14              | 1 de desembre de 2005  | Mount Lemmon         | Mt. Lemmon Survey      |
| 336133        | 2008 PT18              | 5 d'agost de 2008      | Siding Spring        | Siding Spring Survey   |
| 336134        | 2008 PW20              | 2 d'agost de 2008      | Siding Spring        | Siding Spring Survey   |
| 336135        | 2008 QV1               | 24 d'agost de 2008     | La Sagra             | La Sagra               |
| 336136        | 2008 QR6               | 29 de juliol de 2008   | Kitt Peak            | Spacewatch             |
| 336137        | 2008 QY7               | 25 d'agost de 2008     | La Sagra             | La Sagra               |
| 336138        | 2008 QP9               | 25 d'agost de 2008     | La Sagra             | La Sagra               |
| 336139        | 2008 QW12              | 26 d'agost de 2008     | La Sagra             | La Sagra               |
| 336140        | 2008 QR13              | 27 d'agost de 2008     | Prairie Grass        | J. Mahony              |
| 336141        | 2008 QM17              | 27 d'agost de 2008     | La Sagra             | La Sagra               |
| 336142        | 2008 QY18              | 29 d'agost de 2008     | Dauban               | F. Kugel               |
| 336143        | 2008 QK22              | 26 d'agost de 2008     | Socorro              | LINEAR                 |
| 336144        | 2008 QG23              | 26 d'agost de 2008     | Socorro              | LINEAR                 |
| 336145        | 2008 QA27              | 30 d'agost de 2008     | La Sagra             | La Sagra               |
| 336146        | 2008 QT31              | 30 d'agost de 2008     | Socorro              | LINEAR                 |
| 336147        | 2008 QP37              | 21 d'agost de 2008     | Kitt Peak            | Spacewatch             |
| 336148        | 2008 QP38              | 24 d'agost de 2008     | Kitt Peak            | Spacewatch             |
| 336149        | 2008 QA40              | 26 d'agost de 2008     | La Sagra             | La Sagra               |
| 336150        | 2008 QF44              | 23 d'agost de 2008     | Kitt Peak            | Spacewatch             |
| 336151        | 2008 QH45              | 26 d'agost de 2008     | Socorro              | LINEAR                 |
| 336152        | 2008 QQ45              | 21 d'agost de 2008     | Kitt Peak            | Spacewatch             |
| 336153        | 2008 RH                | 1 de setembre de 2008  | Hibiscus             | S. F. Hoenig, N. Teamo |
| 336154        | 2008 RL1               | 3 de setembre de 2008  | Pla D'Arguines       | R. Ferrando            |
| 336155        | 2008 RO1               | 4 de setembre de 2008  | Calvin-Rehoboth      | L. A. Molnar           |
| 336156        | 2008 RU4               | 2 de setembre de 2008  | Kitt Peak            | Spacewatch             |
| 336157        | 2008 RN8               | 3 de setembre de 2008  | Kitt Peak            | Spacewatch             |
| 336158        | 2008 RW9               | 3 de setembre de 2008  | Kitt Peak            | Spacewatch             |
| 336159        | 2008 RL13              | 4 de setembre de 2008  | Kitt Peak            | Spacewatch             |
| 336160        | 2008 RW14              | 4 de setembre de 2008  | Kitt Peak            | Spacewatch             |
| 336161        | 2008 RH16              | 24 d'agost de 2008     | Kitt Peak            | Spacewatch             |
| 336162        | 2008 RV21              | 2 de setembre de 2008  | La Sagra             | La Sagra               |
| 336163        | 2008 RN22              | 3 de setembre de 2008  | La Sagra             | La Sagra               |
| 336164        | 2008 RE23              | 4 de setembre de 2008  | Socorro              | LINEAR                 |
| 336165        | 2008 RG24              | 5 de setembre de 2008  | Socorro              | LINEAR                 |
| 336166        | 2008 RH27              | 8 de setembre de 2008  | Dauban               | F. Kugel               |
| 336167        | 2008 RR30              | 2 de setembre de 2008  | Kitt Peak            | Spacewatch             |
| 336168        | 2008 RM31              | 2 de setembre de 2008  | Kitt Peak            | Spacewatch             |
| 336169        | 2008 RJ33              | 2 de setembre de 2008  | Kitt Peak            | Spacewatch             |
| 336170        | 2008 RL34              | 2 de setembre de 2008  | Kitt Peak            | Spacewatch             |
| 336171        | 2008 RO39              | 2 de setembre de 2008  | Kitt Peak            | Spacewatch             |
| 336172        | 2008 RP42              | 2 de setembre de 2008  | Kitt Peak            | Spacewatch             |
| 336173        | 2008 RV44              | 2 de setembre de 2008  | Kitt Peak            | Spacewatch             |
| 336174        | 2008 RS46              | 2 de setembre de 2008  | Kitt Peak            | Spacewatch             |
| 336175        | 2008 RK57              | 3 de setembre de 2008  | Kitt Peak            | Spacewatch             |
| 336176        | 2008 RK66              | 4 de setembre de 2008  | Kitt Peak            | Spacewatch             |
| 336177 Churri | 2008 RD80              | 14 de setembre de 2008 | La Canada            | La Canada              |
| 336178        | 2008 RJ87              | 5 de setembre de 2008  | Kitt Peak            | Spacewatch             |
| 336179        | 2008 RS88              | 5 de setembre de 2008  | Kitt Peak            | Spacewatch             |
| 336180        | 2008 RU88              | 5 de setembre de 2008  | Kitt Peak            | Spacewatch             |
| 336181        | 2008 RN89              | 5 de setembre de 2008  | Kitt Peak            | Spacewatch             |
| 336182        | 2008 RZ95              | 7 de setembre de 2008  | Catalina             | CSS                    |
| 336183        | 2008 RW103             | 5 de setembre de 2008  | Kitt Peak            | Spacewatch             |
| 336184        | 2008 RN107             | 7 de setembre de 2008  | Mount Lemmon         | Mt. Lemmon Survey      |
| 336185        | 2008 RX112             | 5 de setembre de 2008  | Kitt Peak            | Spacewatch             |
| 336186        | 2008 RM113             | 5 de setembre de 2008  | Kitt Peak            | Spacewatch             |
| 336187        | 2008 RX113             | 6 de setembre de 2008  | Mount Lemmon         | Mt. Lemmon Survey      |
| 336188        | 2008 RE131             | 9 de setembre de 2008  | Mount Lemmon         | Mt. Lemmon Survey      |
| 336189        | 2008 RD132             | 23 d'agost de 2008     | Socorro              | LINEAR                 |
| 336190        | 2008 RL133             | 9 de setembre de 2008  | Catalina             | CSS                    |
| 336191        | 2008 RE136             | 4 de setembre de 2008  | Socorro              | LINEAR                 |
| 336192        | 2008 RS137             | 5 de setembre de 2008  | Kitt Peak            | Spacewatch             |
| 336193        | 2008 RO138             | 6 de setembre de 2008  | Mount Lemmon         | Mt. Lemmon Survey      |
| 336194        | 2008 RM140             | 9 de setembre de 2008  | Catalina             | CSS                    |
| 336195        | 2008 RW141             | 9 de setembre de 2008  | Mount Lemmon         | Mt. Lemmon Survey      |
| 336196        | 2008 RY144             | 5 de setembre de 2008  | Kitt Peak            | Spacewatch             |
| 336197        | 2008 RV145             | 3 de setembre de 2008  | Kitt Peak            | Spacewatch             |
| 336198        | 2008 SR2               | 23 de setembre de 2008 | Grove Creek          | F. Tozzi               |
| 336199        | 2008 SG3               | 22 de setembre de 2008 | Socorro              | LINEAR                 |
| 336200        | 2008 SQ3               | 22 de setembre de 2008 | Socorro              | LINEAR                 |

## 336201-336300
| Nom             | Designació provisional | Data de descobriment   | Lloc de descobriment | Descobridor/s     |
| --------------- | ---------------------- | ---------------------- | -------------------- | ----------------- |
| 336201          | 2008 SU3               | 22 de setembre de 2008 | Socorro              | LINEAR            |
| 336202          | 2008 SE5               | 22 de setembre de 2008 | Socorro              | LINEAR            |
| 336203          | 2008 SE11              | 22 de setembre de 2008 | Vicques              | M. Ory            |
| 336204 Sardinas | 2008 SM11              | 24 de setembre de 2008 | La Canada            | La Canada         |
| 336205          | 2008 SX18              | 19 de setembre de 2008 | Kitt Peak            | Spacewatch        |
| 336206          | 2008 SP29              | 19 de setembre de 2008 | Kitt Peak            | Spacewatch        |
| 336207          | 2008 SA31              | 20 de setembre de 2008 | Kitt Peak            | Spacewatch        |
| 336208          | 2008 SP31              | 20 de setembre de 2008 | Kitt Peak            | Spacewatch        |
| 336209          | 2008 SJ32              | 20 de setembre de 2008 | Kitt Peak            | Spacewatch        |
| 336210          | 2008 SB44              | 20 de setembre de 2008 | Kitt Peak            | Spacewatch        |
| 336211          | 2008 SH44              | 20 de setembre de 2008 | Kitt Peak            | Spacewatch        |
| 336212          | 2008 SN45              | 20 de setembre de 2008 | Kitt Peak            | Spacewatch        |
| 336213          | 2008 SC46              | 20 de setembre de 2008 | Kitt Peak            | Spacewatch        |
| 336214          | 2008 SR49              | 20 de setembre de 2008 | Mount Lemmon         | Mt. Lemmon Survey |
| 336215          | 2008 SS50              | 20 de setembre de 2008 | Mount Lemmon         | Mt. Lemmon Survey |
| 336216          | 2008 SE55              | 20 de setembre de 2008 | Mount Lemmon         | Mt. Lemmon Survey |
| 336217          | 2008 SP55              | 20 de setembre de 2008 | Mount Lemmon         | Mt. Lemmon Survey |
| 336218          | 2008 SH56              | 20 de setembre de 2008 | Kitt Peak            | Spacewatch        |
| 336219          | 2008 SK56              | 20 de setembre de 2008 | Mount Lemmon         | Mt. Lemmon Survey |
| 336220          | 2008 SR58              | 20 de setembre de 2008 | Kitt Peak            | Spacewatch        |
| 336221          | 2008 SJ63              | 21 de setembre de 2008 | Kitt Peak            | Spacewatch        |
| 336222          | 2008 SZ64              | 21 de setembre de 2008 | Mount Lemmon         | Mt. Lemmon Survey |
| 336223          | 2008 SC72              | 22 de setembre de 2008 | Catalina             | CSS               |
| 336224          | 2008 SZ73              | 23 de setembre de 2008 | Kitt Peak            | Spacewatch        |
| 336225          | 2008 SA78              | 23 de setembre de 2008 | Mount Lemmon         | Mt. Lemmon Survey |
| 336226          | 2008 SE81              | 23 de setembre de 2008 | Mount Lemmon         | Mt. Lemmon Survey |
| 336227          | 2008 SJ81              | 23 de setembre de 2008 | Mount Lemmon         | Mt. Lemmon Survey |
| 336228          | 2008 SU81              | 25 de setembre de 2008 | Sierra Stars         | F. Tozzi          |
| 336229          | 2008 SF84              | 25 de setembre de 2008 | Dauban               | F. Kugel          |
| 336230          | 2008 SS88              | 20 de setembre de 2008 | Kitt Peak            | Spacewatch        |
| 336231          | 2008 SZ90              | 21 de setembre de 2008 | Kitt Peak            | Spacewatch        |
| 336232          | 2008 SM95              | 21 de setembre de 2008 | Kitt Peak            | Spacewatch        |
| 336233          | 2008 SF98              | 21 de setembre de 2008 | Kitt Peak            | Spacewatch        |
| 336234          | 2008 SJ99              | 21 de setembre de 2008 | Kitt Peak            | Spacewatch        |
| 336235          | 2008 SP100             | 21 de setembre de 2008 | Kitt Peak            | Spacewatch        |
| 336236          | 2008 SQ104             | 21 de setembre de 2008 | Kitt Peak            | Spacewatch        |
| 336237          | 2008 SJ106             | 21 de setembre de 2008 | Kitt Peak            | Spacewatch        |
| 336238          | 2008 SV107             | 9 de setembre de 2008  | Kitt Peak            | Spacewatch        |
| 336239          | 2008 SD110             | 22 de setembre de 2008 | Kitt Peak            | Spacewatch        |
| 336240          | 2008 SF112             | 22 de setembre de 2008 | Kitt Peak            | Spacewatch        |
| 336241          | 2008 SK112             | 22 de setembre de 2008 | Kitt Peak            | Spacewatch        |
| 336242          | 2008 SL112             | 22 de setembre de 2008 | Kitt Peak            | Spacewatch        |
| 336243          | 2008 SB116             | 22 de setembre de 2008 | Kitt Peak            | Spacewatch        |
| 336244          | 2008 SD116             | 19 de setembre de 1995 | Kitt Peak            | Spacewatch        |
| 336245          | 2008 ST117             | 22 de setembre de 2008 | Mount Lemmon         | Mt. Lemmon Survey |
| 336246          | 2008 SV119             | 22 de setembre de 2008 | Mount Lemmon         | Mt. Lemmon Survey |
| 336247          | 2008 SH123             | 22 de setembre de 2008 | Mount Lemmon         | Mt. Lemmon Survey |
| 336248          | 2008 SH124             | 22 de setembre de 2008 | Mount Lemmon         | Mt. Lemmon Survey |
| 336249          | 2008 SX126             | 22 de setembre de 2008 | Kitt Peak            | Spacewatch        |
| 336250          | 2008 SM129             | 22 de setembre de 2008 | Kitt Peak            | Spacewatch        |
| 336251          | 2008 SG130             | 22 de setembre de 2008 | Kitt Peak            | Spacewatch        |
| 336252          | 2008 SF133             | 22 de setembre de 2008 | Kitt Peak            | Spacewatch        |
| 336253          | 2008 SW137             | 23 de setembre de 2008 | Kitt Peak            | Spacewatch        |
| 336254          | 2008 SC143             | 24 de setembre de 2008 | Mount Lemmon         | Mt. Lemmon Survey |
| 336255          | 2008 SW147             | 25 de setembre de 2008 | Goodricke-Pigott     | R. A. Tucker      |
| 336256          | 2008 ST149             | 29 de setembre de 2008 | Dauban               | F. Kugel          |
| 336257          | 2008 SX149             | 29 de setembre de 2008 | Dauban               | F. Kugel          |
| 336258          | 2008 SU155             | 23 de setembre de 2008 | Socorro              | LINEAR            |
| 336259          | 2008 SK163             | 28 de setembre de 2008 | Socorro              | LINEAR            |
| 336260          | 2008 SE165             | 28 de setembre de 2008 | Socorro              | LINEAR            |
| 336261          | 2008 SC166             | 28 de setembre de 2008 | Socorro              | LINEAR            |
| 336262          | 2008 SD167             | 28 de setembre de 2008 | Socorro              | LINEAR            |
| 336263          | 2008 SV167             | 28 de setembre de 2008 | Socorro              | LINEAR            |
| 336264          | 2008 SY167             | 28 de setembre de 2008 | Socorro              | LINEAR            |
| 336265          | 2008 SS173             | 22 de setembre de 2008 | Kitt Peak            | Spacewatch        |
| 336266          | 2008 SK174             | 22 de setembre de 2008 | Catalina             | CSS               |
| 336267          | 2008 SO176             | 23 de setembre de 2008 | Mount Lemmon         | Mt. Lemmon Survey |
| 336268          | 2008 SL179             | 24 d'agost de 2008     | Kitt Peak            | Spacewatch        |
| 336269          | 2008 SP191             | 25 de setembre de 2008 | Kitt Peak            | Spacewatch        |
| 336270          | 2008 SV192             | 25 de setembre de 2008 | Kitt Peak            | Spacewatch        |
| 336271          | 2008 SD200             | 26 de setembre de 2008 | Kitt Peak            | Spacewatch        |
| 336272          | 2008 SX201             | 26 de setembre de 2008 | Kitt Peak            | Spacewatch        |
| 336273          | 2008 SF218             | 30 de setembre de 2008 | La Sagra             | La Sagra          |
| 336274          | 2008 SG224             | 26 de setembre de 2008 | Kitt Peak            | Spacewatch        |
| 336275          | 2008 SO239             | 29 de setembre de 2008 | Mount Lemmon         | Mt. Lemmon Survey |
| 336276          | 2008 SB240             | 21 de setembre de 2008 | Kitt Peak            | Spacewatch        |
| 336277          | 2008 SW241             | 29 de setembre de 2008 | Catalina             | CSS               |
| 336278          | 2008 SL245             | 29 de setembre de 2008 | Catalina             | CSS               |
| 336279          | 2008 SR245             | 29 de setembre de 2008 | Catalina             | CSS               |
| 336280          | 2008 SC249             | 21 de setembre de 2008 | Catalina             | CSS               |
| 336281          | 2008 SA250             | 23 de setembre de 2008 | Mount Lemmon         | Mt. Lemmon Survey |
| 336282          | 2008 SH250             | 23 de setembre de 2008 | Kitt Peak            | Spacewatch        |
| 336283          | 2008 SK250             | 23 de setembre de 2008 | Kitt Peak            | Spacewatch        |
| 336284          | 2008 SC253             | 21 de setembre de 2008 | Kitt Peak            | Spacewatch        |
| 336285          | 2008 SL253             | 21 de setembre de 2008 | Mount Lemmon         | Mt. Lemmon Survey |
| 336286          | 2008 SD271             | 28 de setembre de 2008 | Mount Lemmon         | Mt. Lemmon Survey |
| 336287          | 2008 SK272             | 22 de setembre de 2008 | Kitt Peak            | Spacewatch        |
| 336288          | 2008 SQ280             | 22 de setembre de 2008 | Catalina             | CSS               |
| 336289          | 2008 SB282             | 25 de setembre de 2008 | Goodricke-Pigott     | R. A. Tucker      |
| 336290          | 2008 SQ285             | 21 de setembre de 2008 | Kitt Peak            | Spacewatch        |
| 336291          | 2008 SL289             | 26 de setembre de 2008 | Kitt Peak            | Spacewatch        |
| 336292          | 2008 SV289             | 27 de setembre de 2008 | Mount Lemmon         | Mt. Lemmon Survey |
| 336293          | 2008 SW289             | 27 de setembre de 2008 | Mount Lemmon         | Mt. Lemmon Survey |
| 336294          | 2008 SB295             | 23 de setembre de 2008 | Catalina             | CSS               |
| 336295          | 2008 SS298             | 21 de setembre de 2008 | Catalina             | CSS               |
| 336296          | 2008 SH299             | 22 de setembre de 2008 | Mount Lemmon         | Mt. Lemmon Survey |
| 336297          | 2008 SH301             | 23 de setembre de 2008 | Socorro              | LINEAR            |
| 336298          | 2008 SB302             | 23 de setembre de 2008 | Mount Lemmon         | Mt. Lemmon Survey |
| 336299          | 2008 SM308             | 30 de setembre de 2008 | Catalina             | CSS               |
| 336300          | 2008 SK309             | 24 de setembre de 2008 | Mount Lemmon         | Mt. Lemmon Survey |

## 336301-336400
| Nom    | Designació provisional | Data de descobriment   | Lloc de descobriment | Descobridor/s          |
| ------ | ---------------------- | ---------------------- | -------------------- | ---------------------- |
| 336301 | 2008 TV1               | 2 d'octubre de 2008    | Pla D'Arguines       | R. Ferrando            |
| 336302 | 2008 TZ2               | 11 d'abril de 2007     | Siding Spring        | Siding Spring Survey   |
| 336303 | 2008 TG3               | 3 d'octubre de 2008    | Hibiscus             | N. Teamo               |
| 336304 | 2008 TW3               | 3 d'octubre de 2008    | Socorro              | LINEAR                 |
| 336305 | 2008 TR5               | 1 d'octubre de 2008    | La Sagra             | La Sagra               |
| 336306 | 2008 TF6               | 3 d'octubre de 2008    | La Sagra             | La Sagra               |
| 336307 | 2008 TR14              | 1 d'octubre de 2008    | Mount Lemmon         | Mt. Lemmon Survey      |
| 336308 | 2008 TO24              | 5 de març de 2006      | Kitt Peak            | Spacewatch             |
| 336309 | 2008 TX27              | 1 d'octubre de 2008    | Mount Lemmon         | Mt. Lemmon Survey      |
| 336310 | 2008 TM31              | 1 d'octubre de 2008    | Kitt Peak            | Spacewatch             |
| 336311 | 2008 TU38              | 1 d'octubre de 2008    | Kitt Peak            | Spacewatch             |
| 336312 | 2008 TL39              | 1 d'octubre de 2008    | Kitt Peak            | Spacewatch             |
| 336313 | 2008 TO41              | 1 d'octubre de 2008    | Mount Lemmon         | Mt. Lemmon Survey      |
| 336314 | 2008 TC45              | 1 d'octubre de 2008    | Mount Lemmon         | Mt. Lemmon Survey      |
| 336315 | 2008 TL48              | 2 d'octubre de 2008    | Kitt Peak            | Spacewatch             |
| 336316 | 2008 TF51              | 2 d'octubre de 2008    | Kitt Peak            | Spacewatch             |
| 336317 | 2008 TD59              | 2 d'octubre de 2008    | Kitt Peak            | Spacewatch             |
| 336318 | 2008 TQ62              | 2 d'octubre de 2008    | Kitt Peak            | Spacewatch             |
| 336319 | 2008 TL63              | 2 d'octubre de 2008    | Kitt Peak            | Spacewatch             |
| 336320 | 2008 TK66              | 2 d'octubre de 2008    | Kitt Peak            | Spacewatch             |
| 336321 | 2008 TC69              | 2 d'octubre de 2008    | Kitt Peak            | Spacewatch             |
| 336322 | 2008 TJ69              | 2 d'octubre de 2008    | Kitt Peak            | Spacewatch             |
| 336323 | 2008 TO70              | 23 de setembre de 2008 | Kitt Peak            | Spacewatch             |
| 336324 | 2008 TB72              | 2 d'octubre de 2008    | Kitt Peak            | Spacewatch             |
| 336325 | 2008 TO72              | 2 d'octubre de 2008    | Kitt Peak            | Spacewatch             |
| 336326 | 2008 TE75              | 2 d'octubre de 2008    | Kitt Peak            | Spacewatch             |
| 336327 | 2008 TZ78              | 2 d'octubre de 2008    | Mount Lemmon         | Mt. Lemmon Survey      |
| 336328 | 2008 TC81              | 2 d'octubre de 2008    | Mount Lemmon         | Mt. Lemmon Survey      |
| 336329 | 2008 TR86              | 3 d'octubre de 2008    | Mount Lemmon         | Mt. Lemmon Survey      |
| 336330 | 2008 TT86              | 3 d'octubre de 2008    | Kitt Peak            | Spacewatch             |
| 336331 | 2008 TX86              | 3 d'octubre de 2008    | Kitt Peak            | Spacewatch             |
| 336332 | 2008 TB87              | 3 d'octubre de 2008    | Kitt Peak            | Spacewatch             |
| 336333 | 2008 TT87              | 3 d'octubre de 2008    | Kitt Peak            | Spacewatch             |
| 336334 | 2008 TG92              | 4 d'octubre de 2008    | La Sagra             | La Sagra               |
| 336335 | 2008 TU92              | 4 d'octubre de 2008    | La Sagra             | La Sagra               |
| 336336 | 2008 TF93              | 5 d'octubre de 2008    | La Sagra             | La Sagra               |
| 336337 | 2008 TG93              | 5 d'octubre de 2008    | La Sagra             | La Sagra               |
| 336338 | 2008 TJ102             | 6 d'octubre de 2008    | Kitt Peak            | Spacewatch             |
| 336339 | 2008 TA105             | 6 d'octubre de 2008    | Kitt Peak            | Spacewatch             |
| 336340 | 2008 TG110             | 6 d'octubre de 2008    | Catalina             | CSS                    |
| 336341 | 2008 TX113             | 6 d'octubre de 2008    | Kitt Peak            | Spacewatch             |
| 336342 | 2008 TA115             | 6 d'octubre de 2008    | Mount Lemmon         | Mt. Lemmon Survey      |
| 336343 | 2008 TK116             | 6 d'octubre de 2008    | Catalina             | CSS                    |
| 336344 | 2008 TY117             | 6 d'octubre de 2008    | Kitt Peak            | Spacewatch             |
| 336345 | 2008 TK119             | 25 de febrer de 2006   | Kitt Peak            | Spacewatch             |
| 336346 | 2008 TZ119             | 7 d'octubre de 2008    | Kitt Peak            | Spacewatch             |
| 336347 | 2008 TH123             | 7 d'octubre de 2008    | Kitt Peak            | Spacewatch             |
| 336348 | 2008 TZ123             | 8 d'octubre de 2008    | Mount Lemmon         | Mt. Lemmon Survey      |
| 336349 | 2008 TF126             | 8 d'octubre de 2008    | Mount Lemmon         | Mt. Lemmon Survey      |
| 336350 | 2008 TA128             | 8 d'octubre de 2008    | Mount Lemmon         | Mt. Lemmon Survey      |
| 336351 | 2008 TR128             | 8 d'octubre de 2008    | Catalina             | CSS                    |
| 336352 | 2008 TA130             | 8 d'octubre de 2008    | Mount Lemmon         | Mt. Lemmon Survey      |
| 336353 | 2008 TF160             | 1 d'octubre de 2008    | Kitt Peak            | Spacewatch             |
| 336354 | 2008 TF168             | 1 d'octubre de 2008    | Catalina             | CSS                    |
| 336355 | 2008 TR175             | 9 d'octubre de 2008    | Kitt Peak            | Spacewatch             |
| 336356 | 2008 TW178             | 16 de març de 2007     | Kitt Peak            | Spacewatch             |
| 336357 | 2008 TE180             | 7 de desembre de 2004  | Socorro              | LINEAR                 |
| 336358 | 2008 TQ182             | 2 d'octubre de 2008    | Socorro              | LINEAR                 |
| 336359 | 2008 TC184             | 4 d'octubre de 2008    | La Sagra             | La Sagra               |
| 336360 | 2008 TZ184             | 6 d'octubre de 2008    | Mount Lemmon         | Mt. Lemmon Survey      |
| 336361 | 2008 UT                | 19 d'octubre de 2008   | Wildberg             | R. Apitzsch            |
| 336362 | 2008 UQ3               | 7 d'octubre de 2008    | Catalina             | CSS                    |
| 336363 | 2008 UV6               | 23 d'octubre de 2008   | Kitt Peak            | Spacewatch             |
| 336364 | 2008 UQ28              | 20 d'octubre de 2008   | Kitt Peak            | Spacewatch             |
| 336365 | 2008 UO29              | 20 d'octubre de 2008   | Kitt Peak            | Spacewatch             |
| 336366 | 2008 UB31              | 20 d'octubre de 2008   | Kitt Peak            | Spacewatch             |
| 336367 | 2008 UY35              | 20 d'octubre de 2008   | Mount Lemmon         | Mt. Lemmon Survey      |
| 336368 | 2008 UK38              | 20 d'octubre de 2008   | Kitt Peak            | Spacewatch             |
| 336369 | 2008 UU40              | 22 d'octubre de 2003   | Kitt Peak            | Spacewatch             |
| 336370 | 2008 UF42              | 20 d'octubre de 2008   | Kitt Peak            | Spacewatch             |
| 336371 | 2008 UZ46              | 20 d'octubre de 2008   | Kitt Peak            | Spacewatch             |
| 336372 | 2008 UA47              | 20 d'octubre de 2008   | Kitt Peak            | Spacewatch             |
| 336373 | 2008 UG47              | 20 d'octubre de 2008   | Kitt Peak            | Spacewatch             |
| 336374 | 2008 UM54              | 20 d'octubre de 2008   | Mount Lemmon         | Mt. Lemmon Survey      |
| 336375 | 2008 US54              | 20 d'octubre de 2008   | Mount Lemmon         | Mt. Lemmon Survey      |
| 336376 | 2008 UE60              | 21 d'octubre de 2008   | Kitt Peak            | Spacewatch             |
| 336377 | 2008 UW60              | 21 d'octubre de 2008   | Kitt Peak            | Spacewatch             |
| 336378 | 2008 UY62              | 21 d'octubre de 2008   | Kitt Peak            | Spacewatch             |
| 336379 | 2008 UO63              | 21 d'octubre de 2008   | Kitt Peak            | Spacewatch             |
| 336380 | 2008 UQ65              | 21 d'octubre de 2008   | Kitt Peak            | Spacewatch             |
| 336381 | 2008 UJ68              | 21 d'octubre de 2008   | Mount Lemmon         | Mt. Lemmon Survey      |
| 336382 | 2008 UX70              | 21 d'octubre de 2008   | Kitt Peak            | Spacewatch             |
| 336383 | 2008 UY74              | 21 d'octubre de 2008   | Kitt Peak            | Spacewatch             |
| 336384 | 2008 UR75              | 21 d'octubre de 2008   | Kitt Peak            | Spacewatch             |
| 336385 | 2008 UC76              | 21 d'octubre de 2008   | Kitt Peak            | Spacewatch             |
| 336386 | 2008 UL76              | 21 d'octubre de 2008   | Kitt Peak            | Spacewatch             |
| 336387 | 2008 UY79              | 22 d'octubre de 2008   | Kitt Peak            | Spacewatch             |
| 336388 | 2008 UO86              | 23 d'octubre de 2008   | Kitt Peak            | Spacewatch             |
| 336389 | 2008 UF88              | 22 de setembre de 2008 | Kitt Peak            | Spacewatch             |
| 336390 | 2008 UL89              | 24 d'octubre de 2008   | Mount Lemmon         | Mt. Lemmon Survey      |
| 336391 | 2008 UN92              | 29 de setembre de 2008 | Catalina             | CSS                    |
| 336392 | 2008 UU94              | 23 d'octubre de 2008   | Lulin                | LUSS                   |
| 336393 | 2008 UM95              | 27 d'octubre de 2008   | Sierra Stars         | W. G. Dillon, D. Wells |
| 336394 | 2008 UZ97              | 7 d'octubre de 2008    | Mount Lemmon         | Mt. Lemmon Survey      |
| 336395 | 2008 UQ111             | 22 d'octubre de 2008   | Kitt Peak            | Spacewatch             |
| 336396 | 2008 UK116             | 22 d'octubre de 2008   | Kitt Peak            | Spacewatch             |
| 336397 | 2008 UV116             | 22 d'octubre de 2008   | Kitt Peak            | Spacewatch             |
| 336398 | 2008 UM117             | 22 d'octubre de 2008   | Kitt Peak            | Spacewatch             |
| 336399 | 2008 UP118             | 22 d'octubre de 2008   | Kitt Peak            | Spacewatch             |
| 336400 | 2008 UW131             | 23 d'octubre de 2008   | Kitt Peak            | Spacewatch             |

## 336401-336500
| Nom    | Designació provisional | Data de descobriment   | Lloc de descobriment | Descobridor/s     |
| ------ | ---------------------- | ---------------------- | -------------------- | ----------------- |
| 336401 | 2008 UJ133             | 23 d'octubre de 2008   | Kitt Peak            | Spacewatch        |
| 336402 | 2008 UP139             | 2 d'octubre de 2008    | Mount Lemmon         | Mt. Lemmon Survey |
| 336403 | 2008 UM151             | 23 d'octubre de 2008   | Kitt Peak            | Spacewatch        |
| 336404 | 2008 UC156             | 23 d'octubre de 2008   | Kitt Peak            | Spacewatch        |
| 336405 | 2008 UL157             | 23 d'octubre de 2008   | Mount Lemmon         | Mt. Lemmon Survey |
| 336406 | 2008 UA161             | 24 d'octubre de 2008   | Crni Vrh             | Crni Vrh          |
| 336407 | 2008 UL163             | 24 d'octubre de 2008   | Kitt Peak            | Spacewatch        |
| 336408 | 2008 UW168             | 24 d'octubre de 2008   | Kitt Peak            | Spacewatch        |
| 336409 | 2008 UK176             | 24 d'octubre de 2008   | Mount Lemmon         | Mt. Lemmon Survey |
| 336410 | 2008 UG178             | 24 d'octubre de 2008   | Mount Lemmon         | Mt. Lemmon Survey |
| 336411 | 2008 UA179             | 24 d'octubre de 2008   | Catalina             | CSS               |
| 336412 | 2008 UX185             | 24 d'octubre de 2008   | Kitt Peak            | Spacewatch        |
| 336413 | 2008 UE187             | 24 d'octubre de 2008   | Kitt Peak            | Spacewatch        |
| 336414 | 2008 UX198             | 27 d'octubre de 2008   | Socorro              | LINEAR            |
| 336415 | 2008 UD200             | 26 d'octubre de 2008   | Socorro              | LINEAR            |
| 336416 | 2008 UG200             | 26 d'octubre de 2008   | Socorro              | LINEAR            |
| 336417 | 2008 UD201             | 28 d'octubre de 2008   | Socorro              | LINEAR            |
| 336418 | 2008 UB204             | 28 de setembre de 2008 | Mount Lemmon         | Mt. Lemmon Survey |
| 336419 | 2008 UL207             | 23 d'octubre de 2008   | Kitt Peak            | Spacewatch        |
| 336420 | 2008 UM207             | 23 d'octubre de 2008   | Kitt Peak            | Spacewatch        |
| 336421 | 2008 UW213             | 24 d'octubre de 2008   | Catalina             | CSS               |
| 336422 | 2008 UZ216             | 25 d'octubre de 2008   | Catalina             | CSS               |
| 336423 | 2008 UF218             | 25 d'octubre de 2008   | Kitt Peak            | Spacewatch        |
| 336424 | 2008 UM227             | 25 d'octubre de 2008   | Kitt Peak            | Spacewatch        |
| 336425 | 2008 UZ227             | 25 d'octubre de 2008   | Catalina             | CSS               |
| 336426 | 2008 UX234             | 26 d'octubre de 2008   | Mount Lemmon         | Mt. Lemmon Survey |
| 336427 | 2008 UH240             | 26 d'octubre de 2008   | Kitt Peak            | Spacewatch        |
| 336428 | 2008 UO240             | 26 d'octubre de 2008   | Kitt Peak            | Spacewatch        |
| 336429 | 2008 UQ242             | 26 d'octubre de 2008   | Kitt Peak            | Spacewatch        |
| 336430 | 2008 UJ245             | 26 d'octubre de 2008   | Kitt Peak            | Spacewatch        |
| 336431 | 2008 UC247             | 26 d'octubre de 2008   | Kitt Peak            | Spacewatch        |
| 336432 | 2008 UK250             | 27 d'octubre de 2008   | Kitt Peak            | Spacewatch        |
| 336433 | 2008 UX252             | 27 d'octubre de 2008   | Kitt Peak            | Spacewatch        |
| 336434 | 2008 US258             | 27 d'octubre de 2008   | Kitt Peak            | Spacewatch        |
| 336435 | 2008 UG265             | 28 d'octubre de 2008   | Kitt Peak            | Spacewatch        |
| 336436 | 2008 UW265             | 28 d'octubre de 2008   | Kitt Peak            | Spacewatch        |
| 336437 | 2008 UC266             | 28 d'octubre de 2008   | Kitt Peak            | Spacewatch        |
| 336438 | 2008 UP281             | 28 d'octubre de 2008   | Kitt Peak            | Spacewatch        |
| 336439 | 2008 UZ282             | 29 de setembre de 2008 | Kitt Peak            | Spacewatch        |
| 336440 | 2008 UD299             | 29 d'octubre de 2008   | Kitt Peak            | Spacewatch        |
| 336441 | 2008 UO301             | 29 d'octubre de 2008   | Mount Lemmon         | Mt. Lemmon Survey |
| 336442 | 2008 UP303             | 29 d'octubre de 2008   | Kitt Peak            | Spacewatch        |
| 336443 | 2008 UN305             | 30 d'octubre de 2008   | Kitt Peak            | Spacewatch        |
| 336444 | 2008 UR312             | 30 d'octubre de 2008   | Kitt Peak            | Spacewatch        |
| 336445 | 2008 UG316             | 30 d'octubre de 2008   | Kitt Peak            | Spacewatch        |
| 336446 | 2008 UD321             | 31 d'octubre de 2008   | Mount Lemmon         | Mt. Lemmon Survey |
| 336447 | 2008 UN324             | 31 d'octubre de 2008   | Kitt Peak            | Spacewatch        |
| 336448 | 2008 UP330             | 31 d'octubre de 2008   | Kitt Peak            | Spacewatch        |
| 336449 | 2008 UD339             | 22 d'octubre de 2008   | Kitt Peak            | Spacewatch        |
| 336450 | 2008 UF340             | 23 d'octubre de 2008   | Mount Lemmon         | Mt. Lemmon Survey |
| 336451 | 2008 UM340             | 23 d'octubre de 2008   | Kitt Peak            | Spacewatch        |
| 336452 | 2008 UQ341             | 26 d'octubre de 2008   | Kitt Peak            | Spacewatch        |
| 336453 | 2008 UO342             | 28 d'octubre de 2008   | Mount Lemmon         | Mt. Lemmon Survey |
| 336454 | 2008 UD344             | 28 d'octubre de 2008   | Kitt Peak            | Spacewatch        |
| 336455 | 2008 UE344             | 28 d'octubre de 2008   | Kitt Peak            | Spacewatch        |
| 336456 | 2008 UB358             | 25 d'octubre de 2008   | Mount Lemmon         | Mt. Lemmon Survey |
| 336457 | 2008 UJ358             | 26 d'octubre de 2008   | Kitt Peak            | Spacewatch        |
| 336458 | 2008 UU358             | 26 d'octubre de 2008   | Kitt Peak            | Spacewatch        |
| 336459 | 2008 UC360             | 29 d'octubre de 2008   | Kitt Peak            | Spacewatch        |
| 336460 | 2008 UL362             | 25 d'octubre de 2008   | Catalina             | CSS               |
| 336461 | 2008 UQ366             | 21 d'octubre de 2008   | Mount Lemmon         | Mt. Lemmon Survey |
| 336462 | 2008 UK368             | 23 d'octubre de 2008   | Mount Lemmon         | Mt. Lemmon Survey |
| 336463 | 2008 UT368             | 25 d'octubre de 2008   | Mount Lemmon         | Mt. Lemmon Survey |
| 336464 | 2008 VC2               | 2 de novembre de 2008  | Socorro              | LINEAR            |
| 336465 | 2008 VR3               | 4 de novembre de 2008  | Nazaret              | G. Muler          |
| 336466 | 2008 VJ4               | 4 de novembre de 2008  | Bisei SG Center      | BATTeRS           |
| 336467 | 2008 VG7               | 1 de novembre de 2008  | Catalina             | CSS               |
| 336468 | 2008 VO7               | 2 de novembre de 2008  | Catalina             | CSS               |
| 336469 | 2008 VS9               | 2 de novembre de 2008  | Catalina             | CSS               |
| 336470 | 2008 VQ14              | 8 de novembre de 2008  | Andrushivka          | Andrushivka       |
| 336471 | 2008 VS14              | 9 de novembre de 2008  | La Sagra             | La Sagra          |
| 336472 | 2008 VX19              | 1 de novembre de 2008  | Mount Lemmon         | Mt. Lemmon Survey |
| 336473 | 2008 VB20              | 1 de novembre de 2008  | Mount Lemmon         | Mt. Lemmon Survey |
| 336474 | 2008 VJ23              | 1 de novembre de 2008  | Kitt Peak            | Spacewatch        |
| 336475 | 2008 VF24              | 24 d'octubre de 2008   | Kitt Peak            | Spacewatch        |
| 336476 | 2008 VA27              | 2 de novembre de 2008  | Kitt Peak            | Spacewatch        |
| 336477 | 2008 VD27              | 2 de novembre de 2008  | Kitt Peak            | Spacewatch        |
| 336478 | 2008 VO27              | 2 de novembre de 2008  | Kitt Peak            | Spacewatch        |
| 336479 | 2008 VH28              | 2 de novembre de 2008  | Kitt Peak            | Spacewatch        |
| 336480 | 2008 VF47              | 3 de novembre de 2008  | Kitt Peak            | Spacewatch        |
| 336481 | 2008 VX48              | 3 de novembre de 2008  | Kitt Peak            | Spacewatch        |
| 336482 | 2008 VL51              | 4 de novembre de 2008  | Kitt Peak            | Spacewatch        |
| 336483 | 2008 VP53              | 6 de novembre de 2008  | Catalina             | CSS               |
| 336484 | 2008 VH55              | 6 de novembre de 2008  | Mount Lemmon         | Mt. Lemmon Survey |
| 336485 | 2008 VQ57              | 6 de novembre de 2008  | Mount Lemmon         | Mt. Lemmon Survey |
| 336486 | 2008 VU58              | 7 de novembre de 2008  | Mount Lemmon         | Mt. Lemmon Survey |
| 336487 | 2008 VZ59              | 7 de novembre de 2008  | Catalina             | CSS               |
| 336488 | 2008 VL64              | 10 de novembre de 2008 | La Sagra             | La Sagra          |
| 336489 | 2008 WY2               | 17 de novembre de 2008 | Kitt Peak            | Spacewatch        |
| 336490 | 2008 WF4               | 17 de novembre de 2008 | Kitt Peak            | Spacewatch        |
| 336491 | 2008 WQ10              | 18 de novembre de 2008 | Catalina             | CSS               |
| 336492 | 2008 WB11              | 18 de novembre de 2008 | Catalina             | CSS               |
| 336493 | 2008 WK14              | 17 de novembre de 2008 | La Sagra             | La Sagra          |
| 336494 | 2008 WU16              | 17 de novembre de 2008 | Kitt Peak            | Spacewatch        |
| 336495 | 2008 WC27              | 19 de novembre de 2008 | Mount Lemmon         | Mt. Lemmon Survey |
| 336496 | 2008 WW31              | 19 de novembre de 2008 | Mount Lemmon         | Mt. Lemmon Survey |
| 336497 | 2008 WV47              | 17 de novembre de 2008 | Kitt Peak            | Spacewatch        |
| 336498 | 2008 WU48              | 18 de novembre de 2008 | Catalina             | CSS               |
| 336499 | 2008 WL53              | 19 de novembre de 2008 | Kitt Peak            | Spacewatch        |
| 336500 | 2008 WV64              | 17 de novembre de 2008 | Kitt Peak            | Spacewatch        |

## 336501-336600
| Nom    | Designació provisional | Data de descobriment   | Lloc de descobriment | Descobridor/s          |
| ------ | ---------------------- | ---------------------- | -------------------- | ---------------------- |
| 336501 | 2008 WJ71              | 19 de novembre de 2008 | Kitt Peak            | Spacewatch             |
| 336502 | 2008 WQ78              | 20 de novembre de 2008 | Mount Lemmon         | Mt. Lemmon Survey      |
| 336503 | 2008 WL83              | 20 de novembre de 2008 | Kitt Peak            | Spacewatch             |
| 336504 | 2008 WQ85              | 20 de novembre de 2008 | Kitt Peak            | Spacewatch             |
| 336505 | 2008 WD108             | 30 de novembre de 2008 | Kitt Peak            | Spacewatch             |
| 336506 | 2008 WJ118             | 30 de novembre de 2008 | Mount Lemmon         | Mt. Lemmon Survey      |
| 336507 | 2008 WR121             | 29 de novembre de 2008 | Bergisch Gladbac     | W. Bickel              |
| 336508 | 2008 WE125             | 24 de novembre de 2008 | Kitt Peak            | Spacewatch             |
| 336509 | 2008 WS125             | 24 de novembre de 2008 | Mount Lemmon         | Mt. Lemmon Survey      |
| 336510 | 2008 WD129             | 24 de novembre de 2008 | Mount Lemmon         | Mt. Lemmon Survey      |
| 336511 | 2008 WF131             | 19 de novembre de 2008 | Catalina             | CSS                    |
| 336512 | 2008 WT138             | 19 de novembre de 2008 | Kitt Peak            | Spacewatch             |
| 336513 | 2008 XD1               | 1 de desembre de 2008  | Skylive              | F. Tozzi               |
| 336514 | 2008 XS27              | 4 de desembre de 2008  | Mount Lemmon         | Mt. Lemmon Survey      |
| 336515 | 2008 XU40              | 21 de desembre de 2003 | Socorro              | LINEAR                 |
| 336516 | 2008 XT47              | 4 de desembre de 2008  | Mount Lemmon         | Mt. Lemmon Survey      |
| 336517 | 2008 XU52              | 3 de desembre de 2008  | Catalina             | CSS                    |
| 336518 | 2008 YK9               | 23 de desembre de 2008 | Dauban               | F. Kugel               |
| 336519 | 2008 YM11              | 20 de desembre de 2008 | Lulin                | LUSS                   |
| 336520 | 2008 YJ34              | 30 de desembre de 2008 | Kitt Peak            | Spacewatch             |
| 336521 | 2008 YY65              | 31 de desembre de 2008 | Kitt Peak            | Spacewatch             |
| 336522 | 2008 YM66              | 30 de desembre de 2008 | Mount Lemmon         | Mt. Lemmon Survey      |
| 336523 | 2008 YF78              | 30 de desembre de 2008 | Mount Lemmon         | Mt. Lemmon Survey      |
| 336524 | 2008 YM80              | 30 de desembre de 2008 | Kitt Peak            | Spacewatch             |
| 336525 | 2008 YU87              | 29 de desembre de 2008 | Kitt Peak            | Spacewatch             |
| 336526 | 2008 YJ93              | 29 de desembre de 2008 | Kitt Peak            | Spacewatch             |
| 336527 | 2008 YW95              | 29 de desembre de 2008 | Kitt Peak            | Spacewatch             |
| 336528 | 2008 YE116             | 29 de desembre de 2008 | Kitt Peak            | Spacewatch             |
| 336529 | 2008 YR122             | 30 de desembre de 2008 | Kitt Peak            | Spacewatch             |
| 336530 | 2008 YJ135             | 30 de desembre de 2008 | La Sagra             | La Sagra               |
| 336531 | 2008 YS144             | 30 de desembre de 2008 | Kitt Peak            | Spacewatch             |
| 336532 | 2008 YH153             | 21 de desembre de 2008 | Kitt Peak            | Spacewatch             |
| 336533 | 2008 YS154             | 22 de desembre de 2008 | Kitt Peak            | Spacewatch             |
| 336534 | 2008 YO156             | 30 de desembre de 2008 | Mount Lemmon         | Mt. Lemmon Survey      |
| 336535 | 2008 YF164             | 21 de desembre de 2008 | Kitt Peak            | Spacewatch             |
| 336536 | 2009 AB26              | 2 de gener de 2009     | Kitt Peak            | Spacewatch             |
| 336537 | 2009 AL28              | 8 de gener de 2009     | Kitt Peak            | Spacewatch             |
| 336538 | 2009 AG32              | 15 de gener de 2009    | Kitt Peak            | Spacewatch             |
| 336539 | 2009 BW9               | 20 de gener de 2009    | Bergisch Gladbac     | W. Bickel              |
| 336540 | 2009 BD25              | 18 de gener de 2009    | Kitt Peak            | Spacewatch             |
| 336541 | 2009 BS38              | 16 de gener de 2009    | Kitt Peak            | Spacewatch             |
| 336542 | 2009 BM52              | 16 de gener de 2009    | Kitt Peak            | Spacewatch             |
| 336543 | 2009 BF57              | 12 d'octubre de 2007   | Mount Lemmon         | Mt. Lemmon Survey      |
| 336544 | 2009 BF63              | 20 de gener de 2009    | Kitt Peak            | Spacewatch             |
| 336545 | 2009 BF96              | 24 de gener de 2009    | Purple Mountain      | PMO NEO Survey Program |
| 336546 | 2009 BP97              | 25 de gener de 2009    | Catalina             | CSS                    |
| 336547 | 2009 BQ132             | 30 de gener de 2009    | Mount Lemmon         | Mt. Lemmon Survey      |
| 336548 | 2009 BG142             | 30 de gener de 2009    | Kitt Peak            | Spacewatch             |
| 336549 | 2009 CT33              | 2 de febrer de 2009    | Kitt Peak            | Spacewatch             |
| 336550 | 2009 CM45              | 14 de febrer de 2009   | Kitt Peak            | Spacewatch             |
| 336551 | 2009 CZ50              | 14 de febrer de 2009   | La Sagra             | La Sagra               |
| 336552 | 2009 DC15              | 16 de febrer de 2009   | La Sagra             | La Sagra               |
| 336553 | 2009 EY27              | 1 de març de 2009      | Catalina             | CSS                    |
| 336554 | 2009 FP39              | 26 de març de 2009     | Kitt Peak            | Spacewatch             |
| 336555 | 2009 JA2               | 1 de maig de 2009      | Kitt Peak            | Spacewatch             |
| 336556 | 2009 KK36              | 28 de maig de 2009     | Siding Spring        | Siding Spring Survey   |
| 336557 | 2009 PX12              | 15 d'agost de 2009     | Kitt Peak            | Spacewatch             |
| 336558 | 2009 RM34              | 14 de setembre de 2009 | Kitt Peak            | Spacewatch             |
| 336559 | 2009 RY48              | 15 de setembre de 2009 | Kitt Peak            | Spacewatch             |
| 336560 | 2009 RM54              | 15 de setembre de 2009 | Kitt Peak            | Spacewatch             |
| 336561 | 2009 RF66              | 15 de setembre de 2009 | Kitt Peak            | Spacewatch             |
| 336562 | 2009 SY13              | 17 de setembre de 2009 | Mount Lemmon         | Mt. Lemmon Survey      |
| 336563 | 2009 SL19              | 23 de setembre de 2009 | Mayhill              | A. Lowe                |
| 336564 | 2009 SQ26              | 16 de setembre de 2009 | Kitt Peak            | Spacewatch             |
| 336565 | 2009 SK30              | 16 de setembre de 2009 | Kitt Peak            | Spacewatch             |
| 336566 | 2009 SJ53              | 17 de setembre de 2009 | Catalina             | CSS                    |
| 336567 | 2009 SX56              | 26 d'agost de 2009     | Socorro              | LINEAR                 |
| 336568 | 2009 SF67              | 17 de setembre de 2009 | Kitt Peak            | Spacewatch             |
| 336569 | 2009 SV111             | 18 de setembre de 2009 | Kitt Peak            | Spacewatch             |
| 336570 | 2009 SA115             | 18 de setembre de 2009 | Kitt Peak            | Spacewatch             |
| 336571 | 2009 SB125             | 18 de setembre de 2009 | Kitt Peak            | Spacewatch             |
| 336572 | 2009 SQ125             | 18 de setembre de 2009 | Kitt Peak            | Spacewatch             |
| 336573 | 2009 SS125             | 18 de setembre de 2009 | Kitt Peak            | Spacewatch             |
| 336574 | 2009 SU127             | 18 de setembre de 2009 | Kitt Peak            | Spacewatch             |
| 336575 | 2009 SM129             | 18 de setembre de 2009 | Kitt Peak            | Spacewatch             |
| 336576 | 2009 SB138             | 18 de setembre de 2009 | Kitt Peak            | Spacewatch             |
| 336577 | 2009 SR172             | 20 de setembre de 2009 | Mount Lemmon         | Mt. Lemmon Survey      |
| 336578 | 2009 SB173             | 18 de gener de 2004    | Palomar              | NEAT                   |
| 336579 | 2009 SL183             | 21 de setembre de 2009 | Kitt Peak            | Spacewatch             |
| 336580 | 2009 SY185             | 21 de setembre de 2009 | Kitt Peak            | Spacewatch             |
| 336581 | 2009 SO186             | 21 de setembre de 2009 | Kitt Peak            | Spacewatch             |
| 336582 | 2009 SG267             | 31 d'agost de 2005     | Kitt Peak            | Spacewatch             |
| 336583 | 2009 SG290             | 25 de setembre de 2009 | Kitt Peak            | Spacewatch             |
| 336584 | 2009 SD328             | 26 de setembre de 2009 | Kitt Peak            | Spacewatch             |
| 336585 | 2009 SW339             | 22 de setembre de 2009 | Mount Lemmon         | Mt. Lemmon Survey      |
| 336586 | 2009 SV343             | 17 de setembre de 2009 | Kitt Peak            | Spacewatch             |
| 336587 | 2009 SX346             | 25 de setembre de 2009 | Kitt Peak            | Spacewatch             |
| 336588 | 2009 SK355             | 21 de setembre de 2009 | Mount Lemmon         | Mt. Lemmon Survey      |
| 336589 | 2009 SP356             | 17 de setembre de 2009 | Mount Lemmon         | Mt. Lemmon Survey      |
| 336590 | 2009 SZ358             | 20 de setembre de 2009 | Mount Lemmon         | Mt. Lemmon Survey      |
| 336591 | 2009 SM360             | 28 de setembre de 2009 | Mount Lemmon         | Mt. Lemmon Survey      |
| 336592 | 2009 SZ361             | 18 de setembre de 2009 | Kitt Peak            | Spacewatch             |
| 336593 | 2009 SH364             | 28 de setembre de 2009 | Mount Lemmon         | Mt. Lemmon Survey      |
| 336594 | 2009 TY1               | 10 d'octubre de 2009   | La Sagra             | La Sagra               |
| 336595 | 2009 TJ9               | 14 d'octubre de 2009   | La Sagra             | La Sagra               |
| 336596 | 2009 TX13              | 10 d'octubre de 2009   | Catalina             | CSS                    |
| 336597 | 2009 TF14              | 11 d'octubre de 2009   | Mount Lemmon         | Mt. Lemmon Survey      |
| 336598 | 2009 TE21              | 11 d'octubre de 2009   | La Sagra             | La Sagra               |
| 336599 | 2009 TB28              | 15 d'octubre de 2009   | La Sagra             | La Sagra               |
| 336600 | 2009 TW35              | 14 de maig de 2008     | Mount Lemmon         | Mt. Lemmon Survey      |

## 336601-336700
| Nom                | Designació provisional | Data de descobriment   | Lloc de descobriment | Descobridor/s            |
| ------------------ | ---------------------- | ---------------------- | -------------------- | ------------------------ |
| 336601             | 2009 TQ39              | 14 d'octubre de 2009   | Catalina             | CSS                      |
| 336602             | 2009 TY42              | 12 d'octubre de 2009   | Mount Lemmon         | Mt. Lemmon Survey        |
| 336603             | 2009 TS47              | 2 d'octubre de 2009    | Mount Lemmon         | Mt. Lemmon Survey        |
| 336604             | 2009 UL5               | 18 d'octubre de 2009   | Vicques              | M. Ory                   |
| 336605             | 2009 UM5               | 20 d'octubre de 2009   | Vicques              | M. Ory                   |
| 336606             | 2009 UX26              | 21 d'octubre de 2009   | Catalina             | CSS                      |
| 336607             | 2009 UT38              | 22 d'octubre de 2009   | Mount Lemmon         | Mt. Lemmon Survey        |
| 336608             | 2009 UD51              | 22 d'octubre de 2009   | Catalina             | CSS                      |
| 336609             | 2009 UV56              | 31 d'agost de 2005     | Kitt Peak            | Spacewatch               |
| 336610             | 2009 UT58              | 23 d'octubre de 2009   | Mount Lemmon         | Mt. Lemmon Survey        |
| 336611             | 2009 UK87              | 24 d'octubre de 2009   | Catalina             | CSS                      |
| 336612             | 2009 UL94              | 21 d'octubre de 2009   | Kachina              | J. Hobart                |
| 336613             | 2009 UZ117             | 22 d'octubre de 2009   | Catalina             | CSS                      |
| 336614             | 2009 UC140             | 16 d'octubre de 2009   | Mount Lemmon         | Mt. Lemmon Survey        |
| 336615             | 2009 VP2               | 9 de novembre de 2009  | Socorro              | LINEAR                   |
| 336616             | 2009 VB23              | 9 de novembre de 2009  | Mount Lemmon         | Mt. Lemmon Survey        |
| 336617             | 2009 VP23              | 9 de novembre de 2009  | Catalina             | CSS                      |
| 336618             | 2009 VV23              | 9 de novembre de 2009  | Mount Lemmon         | Mt. Lemmon Survey        |
| 336619             | 2009 VH40              | 8 de novembre de 2009  | Catalina             | CSS                      |
| 336620             | 2009 VA41              | 8 de novembre de 2009  | Kitt Peak            | Spacewatch               |
| 336621             | 2009 VH45              | 11 de novembre de 2009 | Socorro              | LINEAR                   |
| 336622             | 2009 VJ49              | 11 de novembre de 2009 | Kitt Peak            | Spacewatch               |
| 336623             | 2009 VK49              | 21 de desembre de 2006 | Kitt Peak            | Spacewatch               |
| 336624             | 2009 VO55              | 11 de novembre de 2009 | Kitt Peak            | Spacewatch               |
| 336625             | 2009 VO58              | 15 de novembre de 2009 | Catalina             | CSS                      |
| 336626             | 2009 VG63              | 26 d'octubre de 2009   | Mount Lemmon         | Mt. Lemmon Survey        |
| 336627             | 2009 VO66              | 9 de novembre de 2009  | Kitt Peak            | Spacewatch               |
| 336628             | 2009 VF75              | 12 de novembre de 2009 | La Sagra             | La Sagra                 |
| 336629             | 2009 VG88              | 10 de novembre de 2009 | Kitt Peak            | Spacewatch               |
| 336630             | 2009 VJ103             | 11 de novembre de 2009 | Mount Lemmon         | Mt. Lemmon Survey        |
| 336631             | 2009 VK103             | 11 de novembre de 2009 | Mount Lemmon         | Mt. Lemmon Survey        |
| 336632             | 2009 VV105             | 10 de novembre de 2009 | La Sagra             | La Sagra                 |
| 336633             | 2009 VO114             | 11 de novembre de 2009 | Mount Lemmon         | Mt. Lemmon Survey        |
| 336634             | 2009 WE20              | 17 de novembre de 2009 | Mount Lemmon         | Mt. Lemmon Survey        |
| 336635             | 2009 WJ20              | 17 de novembre de 2009 | Mount Lemmon         | Mt. Lemmon Survey        |
| 336636             | 2009 WE29              | 16 de novembre de 2009 | Kitt Peak            | Spacewatch               |
| 336637             | 2009 WD35              | 16 de novembre de 2009 | La Sagra             | La Sagra                 |
| 336638             | 2009 WL43              | 17 de novembre de 2009 | Kitt Peak            | Spacewatch               |
| 336639             | 2009 WY43              | 17 de novembre de 2009 | Mount Lemmon         | Mt. Lemmon Survey        |
| 336640             | 2009 WF46              | 18 de novembre de 2009 | Kitt Peak            | Spacewatch               |
| 336641             | 2009 WY74              | 18 de novembre de 2009 | Kitt Peak            | Spacewatch               |
| 336642             | 2009 WR77              | 18 de novembre de 2009 | Kitt Peak            | Spacewatch               |
| 336643             | 2009 WP87              | 19 de novembre de 2009 | Kitt Peak            | Spacewatch               |
| 336644             | 2009 WB98              | 21 de novembre de 2009 | Kitt Peak            | Spacewatch               |
| 336645             | 2009 WV116             | 20 de novembre de 2009 | Kitt Peak            | Spacewatch               |
| 336646             | 2009 WY163             | 21 de novembre de 2009 | Kitt Peak            | Spacewatch               |
| 336647             | 2009 WZ164             | 21 de novembre de 2009 | Kitt Peak            | Spacewatch               |
| 336648             | 2009 WY165             | 14 de desembre de 2002 | Apache Point         | Sloan Digital Sky Survey |
| 336649             | 2009 WT206             | 17 de novembre de 2009 | Kitt Peak            | Spacewatch               |
| 336650             | 2009 WA218             | 17 de novembre de 2009 | Catalina             | CSS                      |
| 336651             | 2009 WL259             | 18 de novembre de 2009 | Mount Lemmon         | Mt. Lemmon Survey        |
| 336652             | 2009 WP259             | 21 de novembre de 2009 | Mount Lemmon         | Mt. Lemmon Survey        |
| 336653             | 2009 WS263             | 21 de novembre de 2009 | Mount Lemmon         | Mt. Lemmon Survey        |
| 336654             | 2009 XX2               | 12 de desembre de 2009 | Mayhill              | Mayhill                  |
| 336655             | 2009 XC7               | 9 de desembre de 2009  | Socorro              | LINEAR                   |
| 336656             | 2009 XW18              | 15 de desembre de 2009 | Mount Lemmon         | Mt. Lemmon Survey        |
| 336657             | 2009 XX18              | 15 de desembre de 2009 | Mount Lemmon         | Mt. Lemmon Survey        |
| 336658             | 2009 XN19              | 18 de setembre de 2009 | Kitt Peak            | Spacewatch               |
| 336659             | 2009 XP21              | 10 de novembre de 2009 | Mount Lemmon         | Mt. Lemmon Survey        |
| 336660             | 2009 XF24              | 12 de desembre de 2009 | Socorro              | LINEAR                   |
| 336661             | 2009 XJ24              | 13 de desembre de 2009 | Socorro              | LINEAR                   |
| 336662             | 2009 XV24              | 15 de desembre de 2009 | Socorro              | LINEAR                   |
| 336663             | 2009 YH2               | 5 de setembre de 2008  | Kitt Peak            | Spacewatch               |
| 336664             | 2009 YG13              | 18 de desembre de 2009 | Mount Lemmon         | Mt. Lemmon Survey        |
| 336665             | 2009 YY13              | 28 de setembre de 2009 | Kitt Peak            | Spacewatch               |
| 336666             | 2009 YR17              | 20 de desembre de 2009 | Kitt Peak            | Spacewatch               |
| 336667             | 2009 YY19              | 25 de desembre de 2009 | Kitt Peak            | Spacewatch               |
| 336668             | 2009 YS22              | 18 de desembre de 2009 | Mount Lemmon         | Mt. Lemmon Survey        |
| 336669             | 2009 YN24              | 18 de desembre de 2009 | Mount Lemmon         | Mt. Lemmon Survey        |
| 336670             | 2009 YZ24              | 19 de desembre de 2009 | Kitt Peak            | Spacewatch               |
| 336671             | 2009 YS25              | 18 de desembre de 2009 | Mount Lemmon         | Mt. Lemmon Survey        |
| 336672             | 2010 AW7               | 6 de gener de 2010     | Kitt Peak            | Spacewatch               |
| 336673             | 2010 AY18              | 7 de gener de 2010     | Mount Lemmon         | Mt. Lemmon Survey        |
| 336674             | 2010 AK24              | 6 de gener de 2010     | Kitt Peak            | Spacewatch               |
| 336675             | 2010 AP26              | 24 de febrer de 2006   | Kitt Peak            | Spacewatch               |
| 336676             | 2010 AY31              | 6 de gener de 2010     | Kitt Peak            | Spacewatch               |
| 336677             | 2010 AF32              | 6 de gener de 2010     | Kitt Peak            | Spacewatch               |
| 336678             | 2010 AR37              | 7 de gener de 2010     | Kitt Peak            | Spacewatch               |
| 336679             | 2010 AM39              | 10 de gener de 2010    | Malaga               | Malaga                   |
| 336680 Pavolpaulík | 2010 AQ39              | 10 de gener de 2010    | Mayhill              | S. Kurti                 |
| 336681             | 2010 AB44              | 7 de gener de 2010     | Kitt Peak            | Spacewatch               |
| 336682             | 2010 AC44              | 7 de gener de 2010     | Kitt Peak            | Spacewatch               |
| 336683             | 2010 AA55              | 8 de gener de 2010     | Kitt Peak            | Spacewatch               |
| 336684             | 2010 AF56              | 8 de gener de 2010     | Kitt Peak            | Spacewatch               |
| 336685             | 2010 AK59              | 6 de gener de 2010     | Catalina             | CSS                      |
| 336686             | 2010 AU59              | 6 de gener de 2010     | Catalina             | CSS                      |
| 336687             | 2010 AB64              | 10 de gener de 2010    | Kitt Peak            | Spacewatch               |
| 336688             | 2010 AU66              | 3 de novembre de 2008  | Mount Lemmon         | Mt. Lemmon Survey        |
| 336689             | 2010 AF72              | 13 de gener de 2010    | Mount Lemmon         | Mt. Lemmon Survey        |
| 336690             | 2010 AE75              | 7 de gener de 2010     | Socorro              | LINEAR                   |
| 336691             | 2010 AW79              | 13 de gener de 2010    | Mount Lemmon         | Mt. Lemmon Survey        |
| 336692             | 2010 AD80              | 8 de gener de 2010     | Kitt Peak            | Spacewatch               |
| 336693             | 2010 AA81              | 12 de gener de 2010    | Mount Lemmon         | Mt. Lemmon Survey        |
| 336694             | 2010 AH89              | 8 de gener de 2010     | WISE                 | WISE                     |
| 336695             | 2010 AN103             | 3 de maig de 2005      | Kitt Peak            | Spacewatch               |
| 336696             | 2010 BZ1               | 18 de gener de 2010    | Dauban               | F. Kugel                 |
| 336697             | 2010 BG53              | 20 de gener de 2010    | WISE                 | WISE                     |
| 336698 Melbourne   | 2010 CJ                | 5 de febrer de 2010    | Tzec Maun            | E. Schwab                |
| 336699             | 2010 CG1               | 6 de febrer de 2010    | Socorro              | LINEAR                   |
| 336700             | 2010 CK28              | 20 de desembre de 2004 | Mount Lemmon         | Mt. Lemmon Survey        |

## 336701-336800
| Nom    | Designació provisional | Data de descobriment   | Lloc de descobriment | Descobridor/s            |
| ------ | ---------------------- | ---------------------- | -------------------- | ------------------------ |
| 336701 | 2010 CP32              | 10 de febrer de 2010   | Kitt Peak            | Spacewatch               |
| 336702 | 2010 CN39              | 13 de febrer de 2010   | Mount Lemmon         | Mt. Lemmon Survey        |
| 336703 | 2010 CU41              | 20 de desembre de 2009 | Mount Lemmon         | Mt. Lemmon Survey        |
| 336704 | 2010 CR43              | 5 de febrer de 2010    | Catalina             | CSS                      |
| 336705 | 2010 CG56              | 12 de febrer de 2010   | Socorro              | LINEAR                   |
| 336706 | 2010 CD60              | 27 de gener de 2004    | Anderson Mesa        | LONEOS                   |
| 336707 | 2010 CR70              | 26 d'agost de 2008     | La Sagra             | La Sagra                 |
| 336708 | 2010 CY74              | 16 de febrer de 2001   | Kitt Peak            | Spacewatch               |
| 336709 | 2010 CJ85              | 14 de febrer de 2010   | Kitt Peak            | Spacewatch               |
| 336710 | 2010 CE99              | 14 de febrer de 2010   | Kitt Peak            | Spacewatch               |
| 336711 | 2010 CD100             | 24 de març de 2006     | Kitt Peak            | Spacewatch               |
| 336712 | 2010 CQ120             | 15 de febrer de 2010   | Catalina             | CSS                      |
| 336713 | 2010 CF127             | 15 de febrer de 2010   | Kitt Peak            | Spacewatch               |
| 336714 | 2010 CG127             | 15 de febrer de 2010   | Kitt Peak            | Spacewatch               |
| 336715 | 2010 CN129             | 13 de febrer de 2010   | Catalina             | CSS                      |
| 336716 | 2010 CP137             | 10 d'agost de 2007     | Kitt Peak            | Spacewatch               |
| 336717 | 2010 CE139             | 11 de setembre de 2007 | Kitt Peak            | Spacewatch               |
| 336718 | 2010 CZ142             | 19 de novembre de 2009 | Mount Lemmon         | Mt. Lemmon Survey        |
| 336719 | 2010 CO149             | 30 de setembre de 2003 | Kitt Peak            | Spacewatch               |
| 336720 | 2010 CK154             | 15 de febrer de 2010   | Kitt Peak            | Spacewatch               |
| 336721 | 2010 CM159             | 15 de febrer de 2010   | Kitt Peak            | Spacewatch               |
| 336722 | 2010 CW171             | 22 de gener de 2006    | Mount Lemmon         | Mt. Lemmon Survey        |
| 336723 | 2010 CD180             | 4 de setembre de 2003  | Kitt Peak            | Spacewatch               |
| 336724 | 2010 DP8               | 16 de febrer de 2010   | Kitt Peak            | Spacewatch               |
| 336725 | 2010 DE31              | 20 de febrer de 2010   | WISE                 | WISE                     |
| 336726 | 2010 DW34              | 28 de gener de 1998    | Kitt Peak            | Spacewatch               |
| 336727 | 2010 DR43              | 17 de febrer de 2010   | Kitt Peak            | Spacewatch               |
| 336728 | 2010 DD75              | 12 de setembre de 2001 | Kitt Peak            | Spacewatch               |
| 336729 | 2010 DE76              | 28 de desembre de 2005 | Mount Lemmon         | Mt. Lemmon Survey        |
| 336730 | 2010 DL77              | 18 de febrer de 2010   | Mount Lemmon         | Mt. Lemmon Survey        |
| 336731 | 2010 DO78              | 16 de febrer de 2010   | Catalina             | CSS                      |
| 336732 | 2010 EA14              | 7 d'agost de 2004      | Siding Spring        | Siding Spring Survey     |
| 336733 | 2010 EW21              | 9 de març de 2010      | Vail-Jarnac          | Jarnac                   |
| 336734 | 2010 EG35              | 20 de març de 1999     | Apache Point         | Sloan Digital Sky Survey |
| 336735 | 2010 EG36              | 11 de març de 2010     | Siding Spring        | Siding Spring Survey     |
| 336736 | 2010 EK45              | 14 de març de 2010     | Dauban               | F. Kugel                 |
| 336737 | 2010 EE72              | 19 d'abril de 2006     | Kitt Peak            | Spacewatch               |
| 336738 | 2010 EV86              | 9 d'octubre de 2007    | Kitt Peak            | Spacewatch               |
| 336739 | 2010 EU104             | 13 de març de 2010     | Catalina             | CSS                      |
| 336740 | 2010 EA108             | 13 de març de 2010     | Kitt Peak            | Spacewatch               |
| 336741 | 2010 EX132             | 13 de juny de 2005     | Kitt Peak            | Spacewatch               |
| 336742 | 2010 ET136             | 12 de març de 2010     | Kitt Peak            | Spacewatch               |
| 336743 | 2010 FL15              | 18 de març de 2010     | Kitt Peak            | Spacewatch               |
| 336744 | 2010 FW24              | 18 de març de 2010     | Mount Lemmon         | Mt. Lemmon Survey        |
| 336745 | 2010 FN29              | 14 d'abril de 2005     | Kitt Peak            | Spacewatch               |
| 336746 | 2010 FL30              | 4 de maig de 2005      | Kitt Peak            | Spacewatch               |
| 336747 | 2010 FD81              | 25 de març de 2010     | Kitt Peak            | Spacewatch               |
| 336748 | 2010 FG100             | 25 de març de 2010     | Kitt Peak            | Spacewatch               |
| 336749 | 2010 GT101             | 18 de setembre de 1993 | Kitt Peak            | Spacewatch               |
| 336750 | 2010 GM104             | 4 de setembre de 2007  | Mount Lemmon         | Mt. Lemmon Survey        |
| 336751 | 2010 GE116             | 10 d'abril de 2010     | Mount Lemmon         | Mt. Lemmon Survey        |
| 336752 | 2010 HQ61              | 7 de setembre de 2000  | Kitt Peak            | Spacewatch               |
| 336753 | 2010 HK85              | 28 d'abril de 2010     | WISE                 | WISE                     |
| 336754 | 2010 KK63              | 23 de maig de 2010     | WISE                 | WISE                     |
| 336755 | 2010 KA95              | 27 de maig de 2010     | WISE                 | WISE                     |
| 336756 | 2010 NV1               | 1 de juliol de 2010    | WISE                 | WISE                     |
| 336757 | 2010 QU4               | 19 de març de 2004     | Siding Spring        | Siding Spring Survey     |
| 336758 | 2010 QQ5               | 18 d'agost de 2010     | Purple Mountain      | PMO NEO Survey Program   |
| 336759 | 2010 UD5               | 8 de març de 2008      | Kitt Peak            | Spacewatch               |
| 336760 | 2010 UM9               | 4 d'abril de 2008      | Kitt Peak            | Spacewatch               |
| 336761 | 2011 AP4               | 11 de novembre de 2007 | Siding Spring        | Siding Spring Survey     |
| 336762 | 2011 AG27              | 31 de desembre de 1997 | Chichibu             | N. Sato                  |
| 336763 | 2011 AD36              | 17 de febrer de 2004   | Socorro              | LINEAR                   |
| 336764 | 2011 AX56              | 1 de març de 2004      | Kitt Peak            | Spacewatch               |
| 336765 | 2011 AA57              | 25 de setembre de 2003 | Palomar              | NEAT                     |
| 336766 | 2011 AX77              | 22 d'octubre de 2006   | Mount Lemmon         | Mt. Lemmon Survey        |
| 336767 | 2011 BU19              | 21 de març de 1993     | La Silla             | UESAC                    |
| 336768 | 2011 BH20              | 11 d'octubre de 1996   | Kitt Peak            | Spacewatch               |
| 336769 | 2011 BV22              | 30 de desembre de 1999 | Socorro              | LINEAR                   |
| 336770 | 2011 BM38              | 15 de gener de 2007    | Anderson Mesa        | LONEOS                   |
| 336771 | 2011 BE40              | 5 de gener de 2006     | Kitt Peak            | Spacewatch               |
| 336772 | 2011 BU50              | 11 de febrer de 2004   | Palomar              | NEAT                     |
| 336773 | 2011 BB54              | 19 de febrer de 2001   | Socorro              | LINEAR                   |
| 336774 | 2011 BC63              | 12 de març de 2010     | WISE                 | WISE                     |
| 336775 | 2011 BG64              | 29 d'agost de 2005     | Palomar              | NEAT                     |
| 336776 | 2011 BG85              | 9 de desembre de 2006  | Kitt Peak            | Spacewatch               |
| 336777 | 2011 BQ88              | 25 d'agost de 2004     | Kitt Peak            | Spacewatch               |
| 336778 | 2011 BB106             | 12 de febrer de 2008   | Mount Lemmon         | Mt. Lemmon Survey        |
| 336779 | 2011 BL107             | 16 de setembre de 2009 | Mount Lemmon         | Mt. Lemmon Survey        |
| 336780 | 2011 BV109             | 16 d'agost de 2002     | Palomar              | NEAT                     |
| 336781 | 2011 BX124             | 5 d'abril de 2008      | Kitt Peak            | Spacewatch               |
| 336782 | 2011 CA3               | 22 de març de 2004     | Socorro              | LINEAR                   |
| 336783 | 2011 CS16              | 29 de setembre de 2005 | Mount Lemmon         | Mt. Lemmon Survey        |
| 336784 | 2011 CV17              | 24 de desembre de 2006 | Kitt Peak            | Spacewatch               |
| 336785 | 2011 CV18              | 26 de febrer de 2007   | Mount Lemmon         | Mt. Lemmon Survey        |
| 336786 | 2011 CZ21              | 15 d'octubre de 2007   | Catalina             | CSS                      |
| 336787 | 2011 CK28              | 21 de desembre de 2006 | Kitt Peak            | Spacewatch               |
| 336788 | 2011 CV32              | 30 de juliol de 2005   | Palomar              | NEAT                     |
| 336789 | 2011 CC47              | 9 de setembre de 2004  | Kitt Peak            | Spacewatch               |
| 336790 | 2011 CD47              | 10 de maig de 2000     | Anderson Mesa        | LONEOS                   |
| 336791 | 2011 CR54              | 10 de març de 2008     | Kitt Peak            | Spacewatch               |
| 336792 | 2011 CZ56              | 17 d'agost de 2009     | Kitt Peak            | Spacewatch               |
| 336793 | 2011 CM57              | 28 de març de 2008     | Mount Lemmon         | Mt. Lemmon Survey        |
| 336794 | 2011 CL71              | 10 d'agost de 1994     | La Silla             | E. W. Elst               |
| 336795 | 2011 CU72              | 18 de juny de 2005     | Mount Lemmon         | Mt. Lemmon Survey        |
| 336796 | 2011 CB74              | 20 de març de 2007     | Anderson Mesa        | LONEOS                   |
| 336797 | 2011 CS75              | 15 de setembre de 2009 | Kitt Peak            | Spacewatch               |
| 336798 | 2011 CM79              | 8 de gener de 2007     | Kitt Peak            | Spacewatch               |
| 336799 | 2011 CK81              | 16 de març de 2004     | Kitt Peak            | Spacewatch               |
| 336800 | 2011 CK85              | 20 de març de 2007     | Kitt Peak            | Spacewatch               |

## 336801-336900
| Nom    | Designació provisional | Data de descobriment   | Lloc de descobriment | Descobridor/s            |
| ------ | ---------------------- | ---------------------- | -------------------- | ------------------------ |
| 336801 | 2011 CL91              | 28 de juliol de 2008   | La Sagra             | La Sagra                 |
| 336802 | 2011 CK93              | 22 d'abril de 2004     | Kitt Peak            | Spacewatch               |
| 336803 | 2011 CH111             | 31 de juliol de 2005   | Palomar              | NEAT                     |
| 336804 | 2011 DR2               | 17 de novembre de 2006 | Kitt Peak            | Spacewatch               |
| 336805 | 2011 DV2               | 13 de juny de 2005     | Mount Lemmon         | Mt. Lemmon Survey        |
| 336806 | 2011 DE8               | 28 de setembre de 2008 | Socorro              | LINEAR                   |
| 336807 | 2011 DS8               | 22 de febrer de 2011   | Kitt Peak            | Spacewatch               |
| 336808 | 2011 DA10              | 9 de novembre de 2009  | Kitt Peak            | Spacewatch               |
| 336809 | 2011 DP14              | 4 de març de 2008      | Kitt Peak            | Spacewatch               |
| 336810 | 2011 DS18              | 15 de març de 2004     | Socorro              | LINEAR                   |
| 336811 | 2011 DL21              | 23 d'agost de 2001     | Pic du Midi          | Pic du Midi              |
| 336812 | 2011 DN21              | 7 de setembre de 2004  | Kitt Peak            | Spacewatch               |
| 336813 | 2011 DW24              | 1 de novembre de 2005  | Mount Lemmon         | Mt. Lemmon Survey        |
| 336814 | 2011 DA42              | 14 d'octubre de 1993   | Kitt Peak            | Spacewatch               |
| 336815 | 2011 EW                | 10 de gener de 2007    | Kitt Peak            | Spacewatch               |
| 336816 | 2011 ED5               | 4 d'agost de 2005      | Palomar              | NEAT                     |
| 336817 | 2011 EY10              | 9 de novembre de 2006  | Kitt Peak            | Spacewatch               |
| 336818 | 2011 EH19              | 20 de març de 1999     | Apache Point         | Sloan Digital Sky Survey |
| 336819 | 2011 EW25              | 7 d'abril de 2003      | Kitt Peak            | Spacewatch               |
| 336820 | 2011 EZ25              | 24 de gener de 2007    | Mount Lemmon         | Mt. Lemmon Survey        |
| 336821 | 2011 EP35              | 12 de març de 2002     | Kitt Peak            | Spacewatch               |
| 336822 | 2011 EZ37              | 27 de desembre de 2005 | Kitt Peak            | Spacewatch               |
| 336823 | 2011 EH40              | 24 d'abril de 2007     | Mount Lemmon         | Mt. Lemmon Survey        |
| 336824 | 2011 EU41              | 1 de febrer de 2006    | Kitt Peak            | Spacewatch               |
| 336825 | 2011 EY43              | 22 de setembre de 2009 | Mount Lemmon         | Mt. Lemmon Survey        |
| 336826 | 2011 EJ54              | 6 de gener de 2006     | Kitt Peak            | Spacewatch               |
| 336827 | 2011 EP54              | 18 de setembre de 2009 | Kitt Peak            | Spacewatch               |
| 336828 | 2011 EO66              | 20 de setembre de 2001 | Kitt Peak            | Spacewatch               |
| 336829 | 2011 EH69              | 23 d'octubre de 2004   | Kitt Peak            | Spacewatch               |
| 336830 | 2011 EF74              | 19 de març de 2002     | Anderson Mesa        | LONEOS                   |
| 336831 | 2011 EG77              | 16 de gener de 2005    | Kitt Peak            | Spacewatch               |
| 336832 | 2011 EL78              | 10 de setembre de 2004 | Kitt Peak            | Spacewatch               |
| 336833 | 2011 FZ                | 23 de setembre de 2008 | Kitt Peak            | Spacewatch               |
| 336834 | 2011 FC1               | 6 d'octubre de 2004    | Kitt Peak            | Spacewatch               |
| 336835 | 2011 FH2               | 5 d'abril de 2000      | Socorro              | LINEAR                   |
| 336836 | 2011 FJ6               | 13 de maig de 2002     | Palomar              | NEAT                     |
| 336837 | 2011 FD8               | 20 d'abril de 2006     | Kitt Peak            | Spacewatch               |
| 336838 | 2011 FR11              | 26 de setembre de 2008 | Kitt Peak            | Spacewatch               |
| 336839 | 2011 FT16              | 15 de febrer de 1994   | Kitt Peak            | Spacewatch               |
| 336840 | 2011 FU17              | 19 de desembre de 2004 | Mount Lemmon         | Mt. Lemmon Survey        |
| 336841 | 2011 FH24              | 21 de febrer de 2007   | Kitt Peak            | Spacewatch               |
| 336842 | 2011 FM27              | 24 de maig de 2006     | Kitt Peak            | Spacewatch               |
| 336843 | 2011 FV28              | 7 d'octubre de 2008    | Mount Lemmon         | Mt. Lemmon Survey        |
| 336844 | 2011 FA30              | 31 de gener de 2006    | Kitt Peak            | Spacewatch               |
| 336845 | 2011 FL32              | 30 d'agost de 2005     | Kitt Peak            | Spacewatch               |
| 336846 | 2011 FC34              | 4 de març de 2005      | Kitt Peak            | Spacewatch               |
| 336847 | 2011 FO37              | 1 d'octubre de 2008    | Kitt Peak            | Spacewatch               |
| 336848 | 2011 FL46              | 8 de març de 2005      | Mount Lemmon         | Mt. Lemmon Survey        |
| 336849 | 2011 FK47              | 10 de setembre de 2007 | Kitt Peak            | Spacewatch               |
| 336850 | 2011 FB48              | 26 d'octubre de 2008   | Mount Lemmon         | Mt. Lemmon Survey        |
| 336851 | 2011 FQ50              | 30 de juliol de 2008   | Kitt Peak            | Spacewatch               |
| 336852 | 2011 FL51              | 12 d'abril de 2004     | Anderson Mesa        | LONEOS                   |
| 336853 | 2011 FN51              | 7 d'abril de 2000      | Socorro              | LINEAR                   |
| 336854 | 2011 FB53              | 29 de gener de 2007    | Kitt Peak            | Spacewatch               |
| 336855 | 2011 FU55              | 6 de setembre de 2008  | Catalina             | CSS                      |
| 336856 | 2011 FE56              | 19 de novembre de 2006 | Kitt Peak            | Spacewatch               |
| 336857 | 2011 FZ82              | 19 d'octubre de 1995   | Kitt Peak            | Spacewatch               |
| 336858 | 2011 FB97              | 13 de setembre de 2004 | Socorro              | LINEAR                   |
| 336859 | 2011 FN103             | 24 de setembre de 2004 | Kitt Peak            | Spacewatch               |
| 336860 | 2011 FN129             | 31 d'agost de 2008     | Moletai              | K. Cernis                |
| 336861 | 2011 FP129             | 7 d'agost de 2002      | Palomar              | NEAT                     |
| 336862 | 2011 FY134             | 25 d'octubre de 2005   | Kitt Peak            | Spacewatch               |
| 336863 | 2011 FV140             | 19 de desembre de 2009 | Mount Lemmon         | Mt. Lemmon Survey        |
| 336864 | 2011 FA142             | 23 de gener de 2006    | Kitt Peak            | Spacewatch               |
| 336865 | 2011 FW144             | 22 de novembre de 2006 | Mount Lemmon         | Mt. Lemmon Survey        |
| 336866 | 2011 FG145             | 6 de desembre de 2005  | Kitt Peak            | Spacewatch               |
| 336867 | 2011 FN146             | 1 de setembre de 2003  | Socorro              | LINEAR                   |
| 336868 | 2011 FV146             | 1 de febrer de 1995    | Kitt Peak            | Spacewatch               |
| 336869 | 2011 FP151             | 1 de febrer de 2005    | Catalina             | CSS                      |
| 336870 | 2011 FQ151             | 15 de juliol de 2007   | Siding Spring        | Siding Spring Survey     |
| 336871 | 2011 FK152             | 8 de gener de 2002     | Palomar              | NEAT                     |
| 336872 | 2011 FL152             | 1 de març de 2005      | Catalina             | CSS                      |
| 336873 | 2011 GE4               | 22 de setembre de 2008 | Kitt Peak            | Spacewatch               |
| 336874 | 2011 GA28              | 20 de març de 2002     | Socorro              | LINEAR                   |
| 336875 | 2011 GP40              | 5 de maig de 2002      | Palomar              | NEAT                     |
| 336876 | 2011 GQ41              | 23 de maig de 2003     | Kitt Peak            | Spacewatch               |
| 336877 | 2011 GT41              | 16 de maig de 2007     | XuYi                 | PMO NEO Survey Program   |
| 336878 | 2011 GL46              | 21 d'agost de 2003     | Campo Imperatore     | CINEOS                   |
| 336879 | 2011 GP47              | 7 d'octubre de 2008    | Mount Lemmon         | Mt. Lemmon Survey        |
| 336880 | 2011 GS49              | 13 de març de 2007     | Mount Lemmon         | Mt. Lemmon Survey        |
| 336881 | 2011 GX49              | 6 d'abril de 2005      | Palomar              | NEAT                     |
| 336882 | 2011 GN53              | 25 de desembre de 2009 | Kitt Peak            | Spacewatch               |
| 336883 | 2011 GO53              | 14 de març de 2007     | Kitt Peak            | Spacewatch               |
| 336884 | 2011 GF55              | 1 de febrer de 2005    | Kitt Peak            | Spacewatch               |
| 336885 | 2011 GT55              | 2 de maig de 2006      | Mount Lemmon         | Mt. Lemmon Survey        |
| 336886 | 2011 GQ57              | 2 de febrer de 2006    | Kitt Peak            | Spacewatch               |
| 336887 | 2011 GU57              | 23 de maig de 2003     | Kitt Peak            | Spacewatch               |
| 336888 | 2011 GY57              | 21 de desembre de 2003 | Kitt Peak            | Spacewatch               |
| 336889 | 2011 GE59              | 15 de març de 2007     | Kitt Peak            | Spacewatch               |
| 336890 | 2011 GA60              | 4 d'abril de 2005      | Catalina             | CSS                      |
| 336891 | 2011 GX60              | 27 de gener de 2007    | Mount Lemmon         | Mt. Lemmon Survey        |
| 336892 | 2011 GS62              | 23 d'octubre de 2005   | Catalina             | CSS                      |
| 336893 | 2011 GW62              | 9 de febrer de 2006    | Palomar              | NEAT                     |
| 336894 | 2011 GZ63              | 10 de març de 2002     | Bohyunsan            | Bohyunsan                |
| 336895 | 2011 GG66              | 16 de juliol de 2004   | Cerro Tololo         | M. W. Buie               |
| 336896 | 2011 GE70              | 26 de maig de 2006     | Mount Lemmon         | Mt. Lemmon Survey        |
| 336897 | 2011 GY76              | 9 de novembre de 2004  | Catalina             | CSS                      |
| 336898 | 2011 GW77              | 7 de febrer de 2002    | Palomar              | NEAT                     |
| 336899 | 2011 GO82              | 29 de març de 2011     | Mount Lemmon         | Mt. Lemmon Survey        |
| 336900 | 2011 GE84              | 16 d'abril de 2007     | Mount Lemmon         | Mt. Lemmon Survey        |

## 336901-337000
| Nom    | Designació provisional | Data de descobriment   | Lloc de descobriment | Descobridor/s            |
| ------ | ---------------------- | ---------------------- | -------------------- | ------------------------ |
| 336901 | 2011 GQ85              | 24 de maig de 2006     | Catalina             | CSS                      |
| 336902 | 2011 HQ1               | 6 de maig de 2002      | Palomar              | NEAT                     |
| 336903 | 2011 HH6               | 4 de novembre de 2007  | Mount Lemmon         | Mt. Lemmon Survey        |
| 336904 | 2011 HT6               | 28 de maig de 2008     | Kitt Peak            | Spacewatch               |
| 336905 | 2011 HY9               | 29 de setembre de 2008 | Catalina             | CSS                      |
| 336906 | 2011 HG12              | 27 de febrer de 2006   | Kitt Peak            | Spacewatch               |
| 336907 | 2011 HF13              | 26 de març de 2003     | Kitt Peak            | Spacewatch               |
| 336908 | 2011 HP14              | 23 de març de 2006     | Kitt Peak            | Spacewatch               |
| 336909 | 2011 HS14              | 8 de setembre de 2008  | Kitt Peak            | Spacewatch               |
| 336910 | 2011 HX14              | 12 de desembre de 2004 | Kitt Peak            | Spacewatch               |
| 336911 | 2011 HS19              | 19 de desembre de 2009 | Mount Lemmon         | Mt. Lemmon Survey        |
| 336912 | 2011 HU21              | 14 de juny de 2007     | Kitt Peak            | Spacewatch               |
| 336913 | 2011 HB22              | 12 d'abril de 2005     | Mount Lemmon         | Mt. Lemmon Survey        |
| 336914 | 2011 HD22              | 11 d'abril de 2007     | Kitt Peak            | Spacewatch               |
| 336915 | 2011 HP22              | 25 d'octubre de 2008   | Socorro              | LINEAR                   |
| 336916 | 2011 HH27              | 13 de juny de 2001     | Kitt Peak            | Spacewatch               |
| 336917 | 2011 HD34              | 25 de febrer de 2006   | Mount Lemmon         | Mt. Lemmon Survey        |
| 336918 | 2011 HP35              | 28 de setembre de 2003 | Socorro              | LINEAR                   |
| 336919 | 2011 HX35              | 4 de maig de 2002      | Kitt Peak            | Spacewatch               |
| 336920 | 2011 HG45              | 14 de setembre de 2007 | Catalina             | CSS                      |
| 336921 | 2011 HO49              | 24 d'agost de 2001     | Anderson Mesa        | LONEOS                   |
| 336922 | 2011 HB50              | 6 d'abril de 2000      | Kitt Peak            | Spacewatch               |
| 336923 | 2011 HU50              | 16 d'agost de 2001     | Palomar              | NEAT                     |
| 336924 | 2011 HT51              | 10 d'agost de 2007     | Kitt Peak            | Spacewatch               |
| 336925 | 2011 HG54              | 4 de febrer de 2006    | Kitt Peak            | Spacewatch               |
| 336926 | 2011 HC56              | 2 de febrer de 2001    | Kitt Peak            | Spacewatch               |
| 336927 | 2011 HH56              | 17 de març de 2005     | Kitt Peak            | Spacewatch               |
| 336928 | 2011 HM56              | 8 de maig de 2006      | Mount Lemmon         | Mt. Lemmon Survey        |
| 336929 | 2011 HA57              | 12 de setembre de 2007 | Catalina             | CSS                      |
| 336930 | 2011 HF57              | 3 de setembre de 2007  | Catalina             | CSS                      |
| 336931 | 2011 HJ59              | 5 d'abril de 2002      | Kitt Peak            | Spacewatch               |
| 336932 | 2011 HO59              | 22 de desembre de 2003 | Kitt Peak            | Spacewatch               |
| 336933 | 2011 HU59              | 13 de març de 2005     | Kitt Peak            | Spacewatch               |
| 336934 | 2011 HU62              | 11 de maig de 2007     | Catalina             | CSS                      |
| 336935 | 2011 HG63              | 19 de novembre de 2001 | Socorro              | LINEAR                   |
| 336936 | 2011 HJ63              | 22 de febrer de 2006   | Catalina             | CSS                      |
| 336937 | 2011 HH64              | 10 d'octubre de 2007   | Mount Lemmon         | Mt. Lemmon Survey        |
| 336938 | 2011 HS65              | 30 de setembre de 2008 | Mount Lemmon         | Mt. Lemmon Survey        |
| 336939 | 2011 HJ66              | 13 de març de 2005     | Anderson Mesa        | LONEOS                   |
| 336940 | 2011 HL68              | 13 de març de 2007     | Kitt Peak            | Spacewatch               |
| 336941 | 2011 HG69              | 20 de novembre de 2004 | Kitt Peak            | Spacewatch               |
| 336942 | 2011 HV70              | 9 de maig de 2007      | Kitt Peak            | Spacewatch               |
| 336943 | 2011 HR71              | 29 de març de 2004     | Kitt Peak            | Spacewatch               |
| 336944 | 2011 HA74              | 13 d'octubre de 2007   | Catalina             | CSS                      |
| 336945 | 2011 HH74              | 10 de març de 2005     | Mount Lemmon         | Mt. Lemmon Survey        |
| 336946 | 2011 HK77              | 26 d'abril de 2003     | Kitt Peak            | Spacewatch               |
| 336947 | 2011 HD78              | 3 de desembre de 2008  | Mount Lemmon         | Mt. Lemmon Survey        |
| 336948 | 2011 HB80              | 26 de setembre de 2008 | Kitt Peak            | Spacewatch               |
| 336949 | 2011 HL81              | 17 d'abril de 2007     | Catalina             | CSS                      |
| 336950 | 2011 HR82              | 3 de desembre de 2008  | Mount Lemmon         | Mt. Lemmon Survey        |
| 336951 | 2011 HG83              | 22 de desembre de 2005 | Kitt Peak            | Spacewatch               |
| 336952 | 2011 HL84              | 13 de març de 2005     | Kitt Peak            | Spacewatch               |
| 336953 | 2011 HO88              | 15 d'abril de 2007     | Kitt Peak            | Spacewatch               |
| 336954 | 2011 HR92              | 31 d'octubre de 1999   | Kitt Peak            | Spacewatch               |
| 336955 | 2011 HQ100             | 11 de gener de 2010    | Kitt Peak            | Spacewatch               |
| 336956 | 2011 JU                | 17 de setembre de 1995 | Kitt Peak            | Spacewatch               |
| 336957 | 2011 JJ2               | 12 de setembre de 2004 | Kitt Peak            | Spacewatch               |
| 336958 | 2011 JZ8               | 24 de març de 2006     | Kitt Peak            | Spacewatch               |
| 336959 | 2011 JP9               | 27 de juliol de 2001   | Haleakala            | NEAT                     |
| 336960 | 2011 JX12              | 17 d'agost de 2001     | Palomar              | NEAT                     |
| 336961 | 2011 JC14              | 18 de gener de 2004    | Palomar              | NEAT                     |
| 336962 | 2011 JZ14              | 26 d'abril de 2006     | Anderson Mesa        | LONEOS                   |
| 336963 | 2011 JR15              | 29 de juny de 1995     | Kitt Peak            | Spacewatch               |
| 336964 | 2011 JW15              | 22 de desembre de 2003 | Kitt Peak            | Spacewatch               |
| 336965 | 2011 JF16              | 18 de març de 2001     | Kitt Peak            | Spacewatch               |
| 336966 | 2011 JB17              | 13 d'octubre de 2007   | Mount Lemmon         | Mt. Lemmon Survey        |
| 336967 | 2011 JF17              | 15 d'octubre de 2001   | Apache Point         | Sloan Digital Sky Survey |
| 336968 | 2011 JJ17              | 24 de març de 2006     | Kitt Peak            | Spacewatch               |
| 336969 | 2011 JD21              | 14 de febrer de 2010   | Mount Lemmon         | Mt. Lemmon Survey        |
| 336970 | 2011 JS21              | 28 de setembre de 2003 | Kitt Peak            | Spacewatch               |
| 336971 | 2011 JM26              | 7 d'abril de 2006      | Kitt Peak            | Spacewatch               |
| 336972 | 2011 JQ26              | 14 de setembre de 2002 | Kitt Peak            | Spacewatch               |
| 336973 | 2011 JX27              | 6 de novembre de 2008  | Kitt Peak            | Spacewatch               |
| 336974 | 2011 JX28              | 2 de gener de 1998     | Kitt Peak            | Spacewatch               |
| 336975 | 2011 KA1               | 17 de setembre de 2003 | Kitt Peak            | Spacewatch               |
| 336976 | 2011 KV6               | 10 de març de 2005     | Mount Lemmon         | Mt. Lemmon Survey        |
| 336977 | 2011 KP8               | 23 de juny de 2000     | Kitt Peak            | Spacewatch               |
| 336978 | 2011 KS10              | 25 d'agost de 2001     | Socorro              | LINEAR                   |
| 336979 | 2011 KY22              | 1 d'octubre de 2003    | Kitt Peak            | Spacewatch               |
| 336980 | 2011 KE23              | 2 de gener de 2009     | Mount Lemmon         | Mt. Lemmon Survey        |
| 336981 | 2011 KB26              | 26 d'octubre de 2005   | Kitt Peak            | Spacewatch               |
| 336982 | 2011 KO33              | 17 de gener de 2004    | Kitt Peak            | Spacewatch               |
| 336983 | 2011 KA34              | 5 d'abril de 2005      | Palomar              | NEAT                     |
| 336984 | 2011 KJ34              | 2 de desembre de 2004  | Kitt Peak            | Spacewatch               |
| 336985 | 2011 KL38              | 26 de març de 1995     | Kitt Peak            | Spacewatch               |
| 336986 | 2011 KR44              | 3 de març de 2005      | Catalina             | CSS                      |
| 336987 | 2011 KR47              | 7 d'octubre de 2005    | Mauna Kea            | A. Boattini              |
| 336988 | 2011 LD                | 13 d'octubre de 2007   | Mount Lemmon         | Mt. Lemmon Survey        |
| 336989 | 2011 LB5               | 27 de juliol de 2001   | Anderson Mesa        | LONEOS                   |
| 336990 | 2011 LT8               | 4 de març de 2000      | Kitt Peak            | Spacewatch               |
| 336991 | 2011 LV14              | 30 d'abril de 2005     | Kitt Peak            | Spacewatch               |
| 336992 | 2011 LS25              | 21 de juliol de 2006   | Mount Lemmon         | Mt. Lemmon Survey        |
| 336993 | 2011 QQ3               | 11 d'abril de 2008     | Mount Lemmon         | Mt. Lemmon Survey        |
| 336994 | 2012 DG52              | 15 de març de 2001     | Kitt Peak            | Spacewatch               |
| 336995 | 2012 HO50              | 18 de novembre de 2003 | Kitt Peak            | Spacewatch               |
| 336996 | 2012 KM2               | 19 de setembre de 2001 | Socorro              | LINEAR                   |
| 336997 | 2012 KL24              | 3 de gener de 2001     | Socorro              | LINEAR                   |
| 336998 | 2012 KB47              | 19 d'abril de 2006     | Mount Lemmon         | Mt. Lemmon Survey        |
| 336999 | 2012 LH                | 27 de març de 2009     | Siding Spring        | Siding Spring Survey     |
| 337000 | 2012 MJ3               | 23 de gener de 2006    | Kitt Peak            | Spacewatch               |